# Lo que el viento se llevó
Lo que el viento se llevó (en inglés: Gone with the Wind) es una novela escrita por Margaret Mitchell y uno de los libros más vendidos de la historia, un clásico de la literatura de los Estados Unidos y es, junto a su adaptación al cine, uno de los mayores iconos o mitos de la cultura universal.

## Proceso creativo y 1.ª edición de la novela

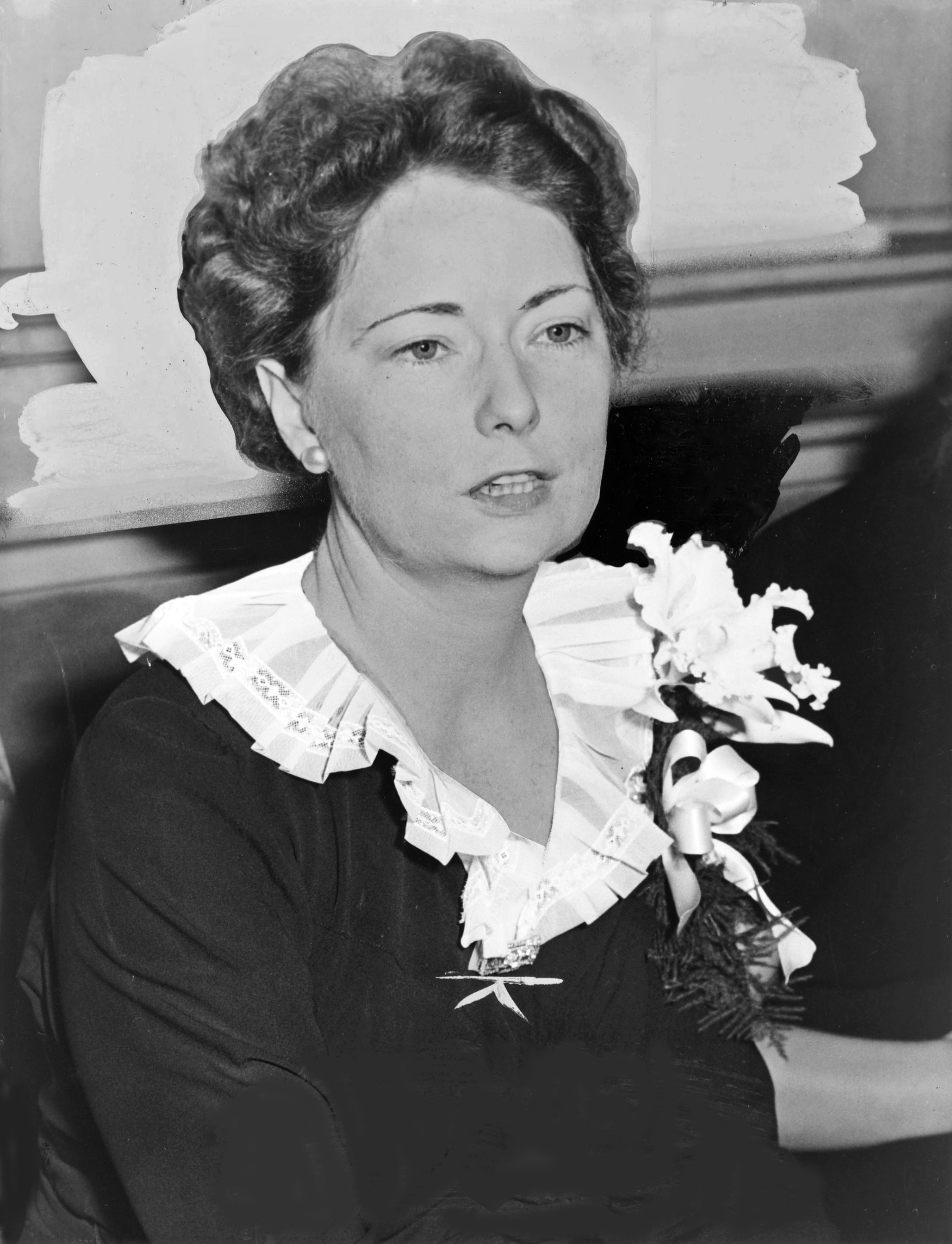
Margaret Mitchell escribió y publicó Lo que el viento se llevó por influencia de su marido y de sus amistades. La autora volcó en la novela sus extensos conocimientos de historia, los relatos de sus mayores sobre la Guerra de Secesión y sus propias vivencias personales sobre tormentosas relaciones de pareja para crear una obra maestra de la literatura universal.

La autora, Margaret Mitchell, era una periodista de Atlanta, en el Estado de Georgia (una de las primeras mujeres que tuvo una columna en un diario importante del Sur de los Estados Unidos). Mientras guardaba reposo motivado por una fractura de tobillo, comenzó a escribir lo que más tarde sería la novela Lo que el viento se llevó estimulada por su segundo marido, John Marsh, que le aconsejó que escribiera un libro propio después de que hubiera leído todos los libros de historia que él le trajo de la biblioteca pública.
Mitchell se basó en su conocimiento enciclopédico de la Guerra de Secesión y los momentos dramáticos de su propia vida para escribir la obra, usando una vieja máquina de escribir Remington. En 1929 con el tobillo sanado y la mayor parte del voluminoso libro escrito, Mitchell perdió interés en sus esfuerzos literarios.
Sin embargo, años después, en 1935, el editor Harold Macmillan Latham visitó la ciudad de Atlanta buscando nuevos escritores prometedores y entró en contacto con Mitchell gracias a Lois Cole, una amiga de ella que había trabajado para el editor. Encantado con Mitchell, le pidió que le hiciera llegar cualquier libro que escribiera; aunque al principio ella no pensaba entregarle el manuscrito de "Lo que el viento se llevó", finalmente lo hizo desafiada por un comentario de un amigo que se burlaba de la posibilidad de que pudiera escribir un libro. Macmillan tuvo que comprar una maleta extra para llevar en su equipaje el gigantesco manuscrito. Después de su partida, Mitchell se arrepintió y le pidió por telegrama que le devolviera el escrito, pero ya el empresario editorial estaba enganchado con lo que había leído y pensaba que sería un éxito. Luego de consultar con el Jefe del Departamento de Literatura en inglés de la Universidad de Columbia, Macmillan Latham le envió a Mitchell un cheque como anticipo del pago por los derechos de autor y la comprometió para completar la obra, a la que le faltaba el primer capítulo. Mitchell terminó la novela en marzo de 1936.
Finalmente, la novela se publicó en su primera edición el 30 de junio de 1936.

## Adaptación al cine: La obra se convierte en leyenda
El éxito de la novela fue total; antes de su publicación cincuenta mil estadounidenses ya habían reservado sus ejemplares, y las ventas se dispararon cuando el libro salió a la calle. Para Navidad de ese mismo año ya se había vendido un millón de copias. El libro permaneció 21 semanas en la primera posición de la Book Review del The New York Times. Y en 1937 ganó el prestigioso Premio Pulitzer en la categoría de Novela (el anuncio del ganador del premio fue el 3 de mayo de 1937 y la ceremonia de entrega de los premios fue más tarde de ese mismo mes).
Incluso antes de ser publicada la primera edición, en mayo de 1936, el productor de cine David O. Selznick decidió comprar los derechos para hacer una película basada en la novela; a pesar de su renuencia inicial, Selznick siguió los consejos de su editora de historia Katherine (Kay) Brown, que había leído una copia de la obra previa a la publicación. Apenas unos días después de la publicación de esa primera edición, el 6 de julio de 1936, Kay Brown (actuando como representante de Selznick) compró los derechos para hacer una película de la novela por 50.000 dólares, una cifra de dinero récord para la época.
La película (Lo que el viento se llevó), que tuvo su premier en Atlanta el 15 de diciembre de 1939 y que fue estrenada a nivel comercial en Estados Unidos en enero de 1940, tuvo un éxito arrollador; con el paso de los años se ha consagrado como uno de los grandes clásicos, y en todas las encuestas y estudios de la crítica compite con Casablanca y Ciudadano Kane por el sitial de honor como la mejor película de la historia del cine. Gracias a ello la historia de la novela se convirtió en una leyenda de la literatura y un mito de la cultura popular del siglo XX; la pareja protagonista formada por Rhett Butler y Scarlett O'Hara es una de las grandes parejas románticas de la literatura universal, al mismo nivel de Romeo y Julieta o Elizabeth Bennet y Fitzwilliam Darcy.

## Breve resumen introductorio de la novela
Lo que el viento se llevó es un drama romántico o, según algunos críticos, un melodrama. La novela gira en torno a la historia de la joven Scarlett O'Hara, integrante de una familia aristócrata sureña, en tiempos de la Guerra de Secesión.
Scarlett está enamorada del heredero de otra familia aristócrata, Ashley Wilkes, del mismo condado de Georgia donde vive su familia; pero éste se casa con otra mujer, Melanie Hamilton (que paradójicamente terminará siendo la mejor amiga de Scarlett). Al mismo tiempo, Rhett Butler, un aventurero cínico y desvergonzado expulsado del seno de su familia (otra familia aristócrata, pero de Carolina del Sur); se enamora de ella y la trama se desarrolla en medio de la lucha de Rhett por conquistarla y el empeño de Scarlett por negar su creciente atracción por él, obstinándose en seguir enamorada de Ashley.
Paralelamente Scarlett, su familia y el resto de los personajes de la novela deben hacer frente a las terribles consecuencias de la Guerra de Secesión y la etapa posterior a la guerra; el personaje de Scarlett deberá madurar en medio de tan terrible prueba, dejando de ser la niña frívola, malcriada y algo ingenua de principios de la novela para convertirse en una mujer implacable dispuesta a todo para salvar a su familia del hambre, aunque tenga que recurrir a métodos poco "éticos" y "honorables" para sobrevivir.
Desde el principio queda claro que las personalidades de Scarlett y Rhett son similares, y esa similitud se acentúa a medida que avanza la novela; son personas complejas y contradictorias, básicamente unos rebeldes inconformistas que se sublevan contra los convencionalismos de la época. Tanto él como ella son cínicos y románticos, egoístas pero al mismo tiempo generosos, pragmáticos e idealistas.
La historia mantiene hasta el final y más allá el suspenso sobre el destino de la relación entre Rhett y Scarlett, sobre si ella finalmente puede olvidar a Ashley y encontrar el amor y la paz con Rhett. De por medio muchas vicisitudes y relaciones de Scarlett con otros hombres por despecho o por interés.
Más allá de la historia de amor y desamor entre los protagonistas, en términos generales la novela retrata el derrumbe de la sociedad sureña anterior a la Guerra de Secesión en un tono nostálgico; dicha sociedad es presentada en términos idílicos, y la visión de la novela parece lamentar su destrucción. A pesar de ello (o a cuenta de ello) la novela ofrece mucha información histórica rigurosa sobre la Guerra de Secesión y la etapa de la postguerra, especialmente en lo que atañe al Estado de Georgia.

## Argumento

### Primera parte

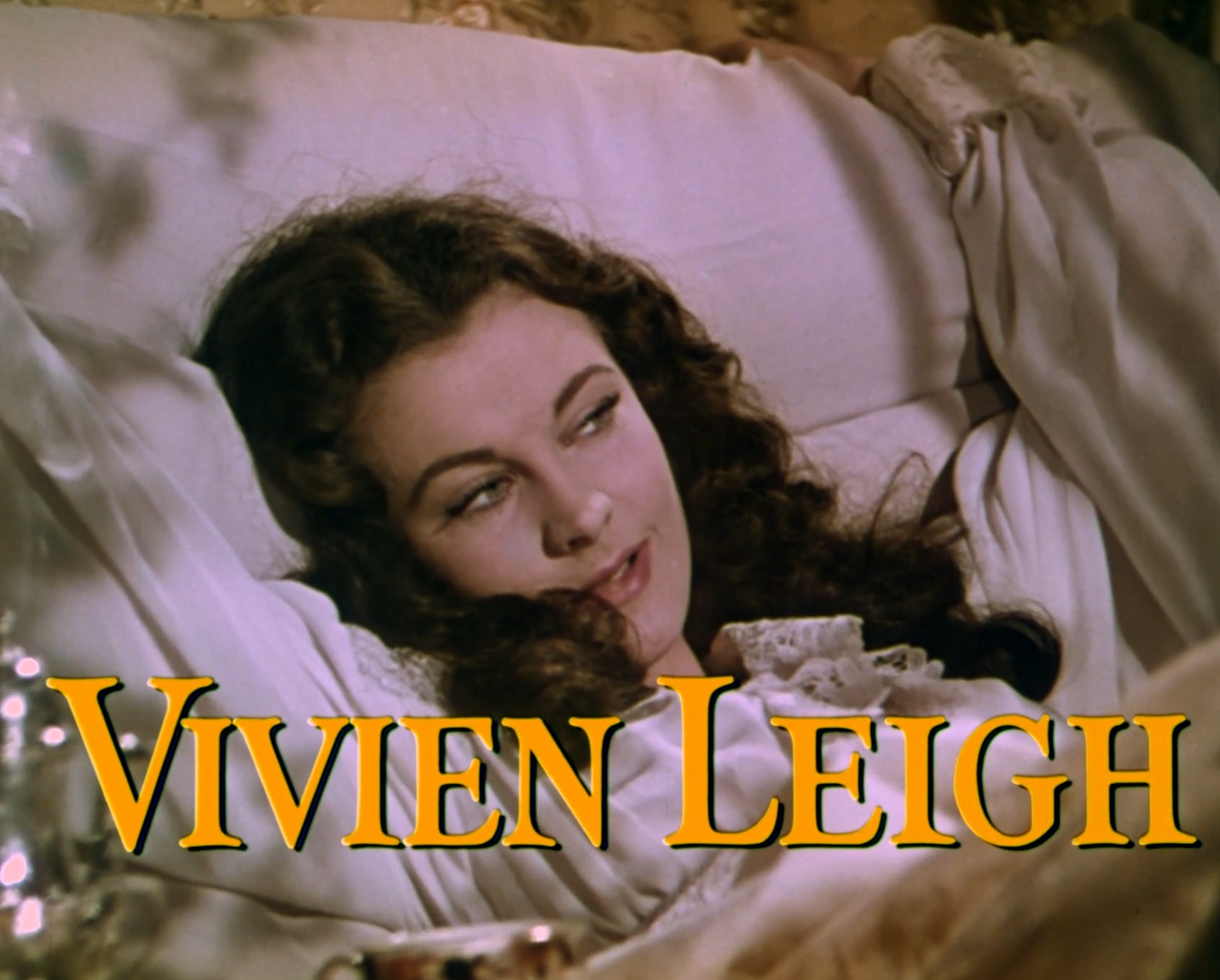
El personaje protagonista femenino de la novela, Scarlett O'Hara, ha quedado ligado ineludiblemente en la cultura popular al rostro de la actriz Vivien Leigh, que le dio vida en el cine.

El argumento de la novela comienza en abril de 1861, justo en el mes y año en que empieza oficialmente la Guerra de Secesión.
La novela arranca con una escena en que Scarlett O'Hara, una de las hijas del hacendado esclavista irlandés Gerald O'Hara y su esposa Ellen O'Hara (una aristócrata sureña de ascendencia francesa), se encuentra en la plantación (el equivalente estadounidense sureño de una hacienda hispanoamericana) de su padre llamada Tara, charlando animadamente con dos de sus numerosos pretendientes, los hermanos gemelos Tarleton. Scarlett es la chica más deseada de la región por su belleza, elegancia y coquetería. Ella espera emocionada el próximo banquete que van a ofrecer sus vecinos de la familia Wilkes. Pero toda su emoción desaparece cuando se entera por boca de los gemelos que Ashley Wilkes (el hijo varón de la familia que ofrece la barbacoa y baile) podría anunciar su compromiso matrimonial con su prima Melanie Hamilton durante la fiesta.
Scarlett está enamorada desde hace tres años de Ashley, un hombre romántico, idealista y apegado al estricto código de honor de los caballeros sureños. Scarlett, una chica de 16 años de edad (al comenzar la novela), sueña con casarse con él.

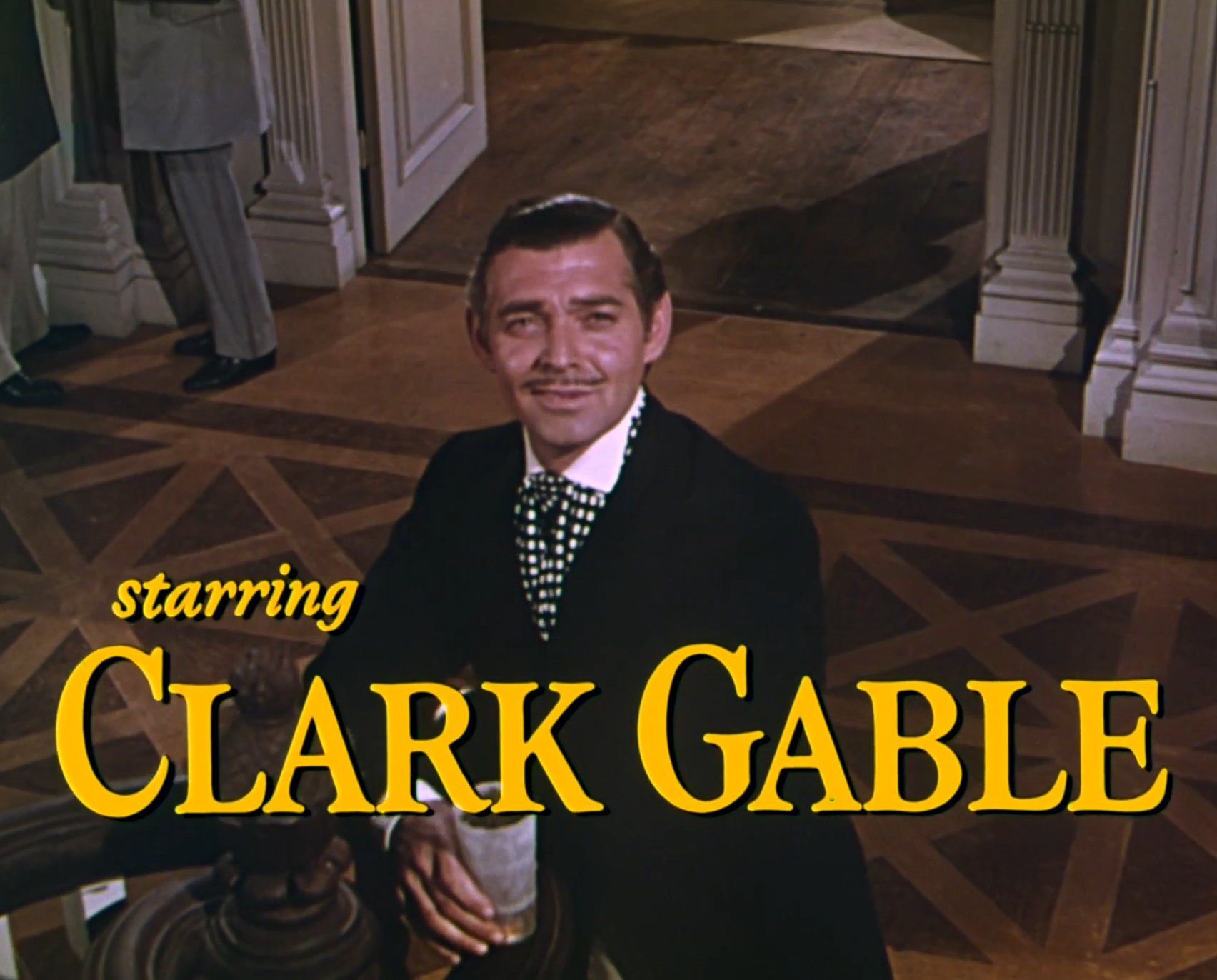
Otro tanto sucede con el protagonista masculino de la novela, Rhett Butler, inseparable en la imaginería popular del rostro del actor Clark Gable, su inmortal intérprete en el cine.

Después de conversar con los gemelos, Scarlett confirma sus peores temores cuando su padre le dice que el padre de Ashley le ha contado del compromiso. Sin embargo, Scarlett piensa usar la ocasión de la fiesta-banquete para seducir sutilmente a Ashley y luego declararle su amor para hacer que rompa su compromiso con Melanie.
La barbacoa en la casa grande de la plantación "Doce Robles" de la familia Wilkes es decisiva para toda la acción siguiente de la novela. En la reunión previa a la comida, Scarlett se encuentra por primera vez con Rhett Butler, un extraño y apuesto hombre de 35 años de edad que la mira con descarado deseo. Pronto Scarlett descubre que se trata de la "oveja negra" de una familia aristócrata de Charleston, en Carolina del Sur, que ha protagonizado varios "escándalos" a los ojos de la puritana sociedad sureña (incluyendo su expulsión de la Academia del Ejército de West Point), y que por eso sus familiares le han dado la espalda y la gente de alcurnia es renuente a tratar con él por su pésima reputación. Durante la reunión no pierde oportunidad de ganarse el desprecio de los invitados con sus comentarios sobre la guerra, negando la posibilidad de que el Sur pueda ganar el conflicto.
Por otro lado, el plan de Scarlett con Ashley fracasa cuando, a pesar de la declaración de amor de ella, él insiste en casarse con Melanie; pero Ashley no es totalmente claro sobre sus sentimientos y Scarlett piensa que él la ama a pesar de que va a casarse con otra. Como resultado de la escena entre Ashley y Scarlett se produce otra escena clave entre ella y Rhett que hace que la muchacha sienta "odio" y desprecio por el atrevido desconocido, y que despierta en él el deseo de tenerla.
La fiesta se ve interrumpida por la noticia de que el Norte está dispuesto a movilizarse para atacar al Sur. En medio de la conmoción y el entusiasmo de los hombres presentes que desean pelear, Scarlett acepta la sorpresiva propuesta de matrimonio que le hace Charles Hamilton, el hermano de la mujer que se va a casar con Ashley. Scarlett acepta en un arrebato, movida por el despecho y el deseo de venganza.
La boda se celebra antes de que Charles tenga que partir a la guerra. Posteriormente Charles muere durante la guerra a consecuencia de una pulmonía precedida por sarampión; y Scarlett se convierte para su fastidio y desesperación en una joven viuda. Pese a ser tan breve el matrimonio, de él Scarlett tendrá a su primer hijo, un niño al que pondrá el nombre de Wade Hampton Hamilton.
La primera parte de la novela termina cuando Scarlett es enviada por su madre a la ciudad de Atlanta a pasar una temporada con la tía del difunto Charles, Pittypat Hamilton (con la que se encuentra la mujer de Ashley, Melanie).

### Segunda parte

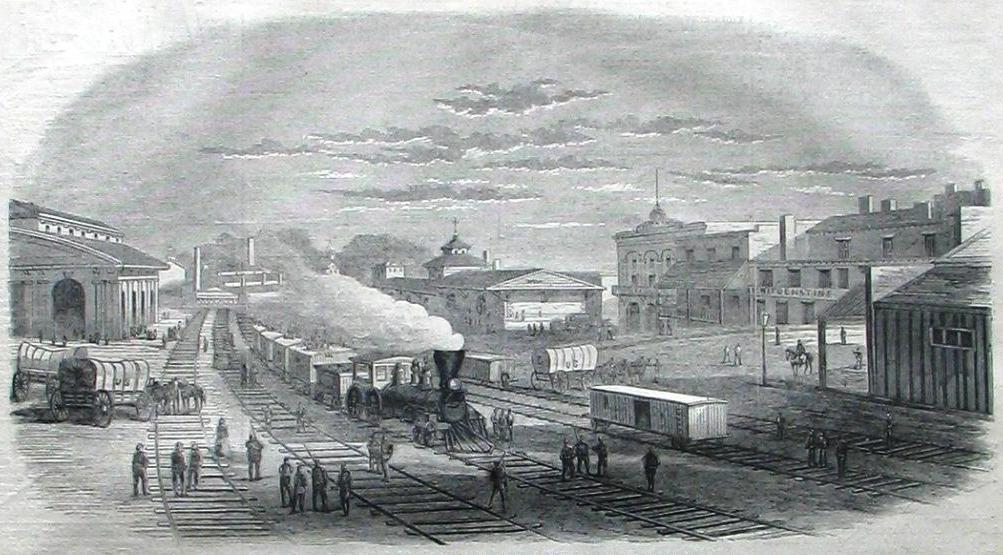
Después de enviudar de su primer marido, Scarlett se dirige a la ciudad de Atlanta, donde va a ocurrir la mayor parte de la acción de la novela. En este cuadro de 1864 se representa a la ciudad en aquella época.

La segunda parte comienza en mayo de 1862, con el viaje en ferrocarril de Scarlett a Atlanta, acompañada de una sirvienta esclava adolescente llamada Prissy. Al llegar a la ciudad, se instala en casa de su tía política Pittypat y vive con ella y con Melanie, la esposa de Ashley. Y para su disgusto tiene que comenzar a trabajar de enfermera voluntaria para atender a los heridos de guerra del Ejército Confederado que eran trasladados a la ciudad. Esto lo hace porque hubiera sido mal visto por la alta sociedad de Atlanta que se negara a cumplir con su deber patriótico, pero lo hace de mala gana, a diferencia de Melanie, que disfruta prodigando sus amorosos cuidados a los heridos. Mientras tanto Scarlett no deja de recordar a Ashley y sufre pensando que pueda ser herido o muerto en la guerra; y guarda algo de resentimiento contra Melanie.
Pasado algún tiempo Scarlett asiste con Melanie y su tía a una fiesta para recaudar fondos para la causa rebelde confederada, como voluntarias del comité organizador de la festividad. En esa reunión social Scarlett se reencuentra con Rhett Butler, que ahora se ha convertido en un contrabandista que utiliza una pequeña flota de barcos para burlar el bloqueo naval al que han sido sometidos los Estados Confederados de América por parte de la Armada de los Estados Unidos. Gracias a sus esfuerzos, los rebeldes confederados y los civiles sureños pueden abastecerse de las mercancías que necesitan para sobrevivir, lo que le ha granjeado la simpatía de la misma alta sociedad que antes lo despreciaba y que ahora le llama "Capitán Butler"; aunque en realidad él lo hace solamente para enriquecerse con lo que gana por el contrabando.

Bandera de combate confederada. La relación de Scarlett y Rhett con la causa rebelde confederada es contradictoria. Scarlett la apoya por orgullo patriótico pero, frívola al fin, le produce indiferencia y luego hasta rechazo por sus consecuencias para la gente que ama. Rhett, por su parte, aparenta rechazarla en el fondo (aunque la usa para hacerse rico), pero terminará peleando por ella por vergüenza.

Al principio Scarlett se enfada mucho al volver a verlo, sobre todo por la actitud burlona y sarcástica que él usa con ella para poner en evidencia sus verdaderos sentimientos (él sabe que a ella no le duele la muerte de su marido y que lleva el luto como un fastidio insoportable, ya que en realidad ama a Ashley). Pero debido a una afortunada circunstancia Rhett consigue que Scarlett termine siendo su pareja de baile, para gran dicha de ella (que deseaba bailar y divertirse más que nada en el mundo) y para gran escándalo de las damas presentes que censuran su poco respeto al luto que lleva.
Después de eso Rhett se las arregla para frecuentar a Scarlett y ambos se hacen amigos; durante los siguientes meses comienzan a salir juntos y él la lleva a todas las fiestas y eventos sociales a los que puede asistir (cuando no está fuera de la ciudad navegando para burlar el bloqueo). Scarlett se muestra cada vez más excitada por sus visitas y hasta tiene que reconocerse a sí misma que era como si estuviese enamorada de él, aunque luego negaba esa posibilidad. Continuaron su amistad incluso cuando Rhett volvió a ganarse el rechazo de la sociedad de Atlanta por su conducta impertinente y descarada. Ese rechazo social se agravaría cuando Rhett vende sus barcos y abandona el negocio del contrabando (debido a lo peligroso que se ha vuelto burlar el bloqueo), y se dedica entonces al negocio de la especulación con alimentos en medio de la terrible escasez provocada por la guerra, algo imperdonable para las personas que sufren de las privaciones causadas por la especulación. 
Un día Scarlett descubre que Rhett tiene algún tipo de relación con Belle Watling, la prostituta más famosa de la ciudad; y este hecho la llena de rabia, aunque no quiera admitir que se trata de celos.
En julio de 1863, Scarlett y Melanie están entre la multitud que espera desesperada los reportes de bajas de la histórica Batalla de Gettysburg, uniéndoseles Rhett posteriormente; las dos suspiran aliviadas al ver que Ashley no está entre los muertos, pero presencian la reacción desgarradora de sus amigos que han perdido familiares en la batalla decisiva de la guerra.
Para la Navidad de 1863 Ashley vuelve a Atlanta con un permiso del Ejército Confederado, y el reencuentro con él reaviva el amor que siente Scarlett. Ahora siente más que antes que le ama y le duele mucho cuando se marcha de nuevo, además de que tiene que prometerle que cuidará de la frágil Melanie. Aunque albergaba la esperanza de que al terminar la guerra él dejaría a Melanie para irse con ella, esa esperanza se desvanece al saber que Melanie estaba embarazada.
Ya están en pleno 1864 y reciben la terrible noticia de que Ashley ha desaparecido en una acción de guerra. Scarlett y Melanie se desesperan de dolor, creyendo que está muerto, pero gracias a los contactos que tiene Rhett con los enemigos de la Unión, descubren que está vivo aunque prisionero en un horrible campo de concentración para rebeldes sureños. Con la comunicación de esa noticia por Rhett a Scarlett y Melanie concluye la segunda parte de la novela.

### Tercera parte
La tercera parte comienza con los meses siguientes a la noticia del cautiverio de Ashley. Mientras Melanie y Scarlett viven en una angustiosa incertidumbre pensando que él pueda morir en el campo de concentración, la ciudad de Atlanta está pendiente de las noticias sobre el avance por territorio de Georgia de las tropas del Ejército de la Unión enemigo bajo el mando del General William Tecumseh Sherman.
Cada vez más asustada por el avance de las tropas de Sherman, Scarlett solo desea huir de la ciudad y volver con su familia en "Tara"; además está harta de su trabajo de enfermera ante la avalancha de heridos de guerra que llegan a los hospitales de Atlanta. Entre tanto, continúa viéndose con Rhett; la contradictoria relación de amistad entre los dos, a mitad de camino entre el odio y la atracción sexual, da pie a memorables escenas divertidas.

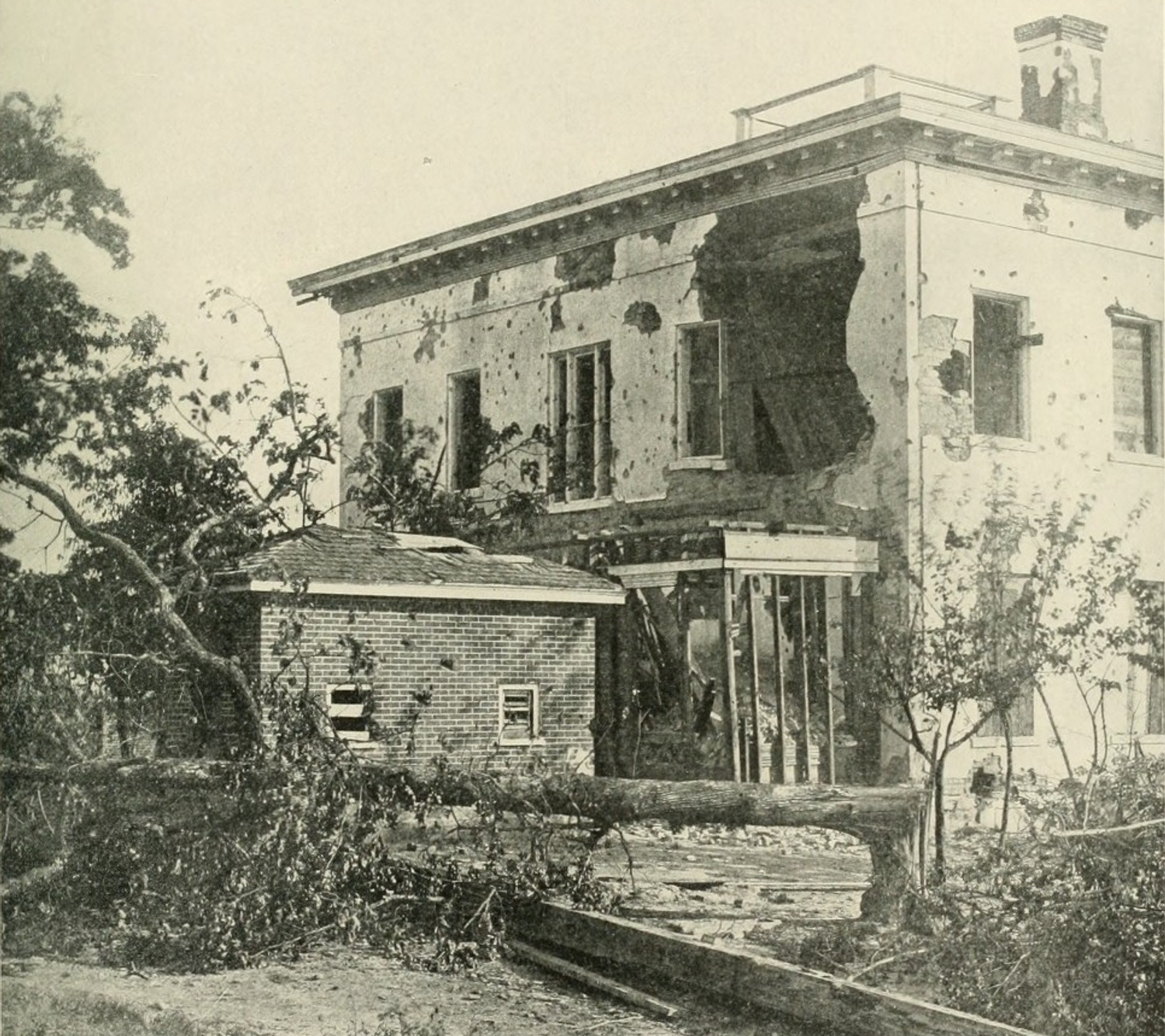
Una importante parte de la novela transcurre con el telón de fondo de los sangrientos combates y bombardeos por la conquista de la ciudad de Atlanta durante la Guerra Civil, un evento histórico real de gran trascendencia. En una fotografía de 1864 se muestra a la "Casa de Potter", una residencia de Atlanta con la que se ensañó la artillería unionista ("yanqui") por ser refugio de francotiradores confederados.

Luego de meses de sangrientas batallas, el ejército de Sherman llega a las puertas de Atlanta a finales de julio de 1864; y entonces el general yanqui inicia el asedio de la ciudad. En los primeros días del sitio, la tía Pittypat huye de la ciudad; Scarlett y Melanie quieren huir con ella, pero el doctor Meade (un médico y personaje secundario más o menos importante de la novela) dictamina que la vida de Melanie estaría en peligro si se desplaza en la fase final de un embarazo de alto riesgo. Por ello el doctor ordena que Melanie permanezca en la ciudad y obliga a Scarlett a comprometerse a quedarse con ella para ayudarla y protegerla. Las dos mujeres y la sirvienta Prissy se quedan solas en la casa de la tía Pittypat.
La artillería del general Sherman lanza un brutal bombardeo sobre la ciudad de Atlanta; día tras día cientos de proyectiles de cañones caen sobre la ciudad convirtiéndola en un infierno para los civiles y militares atrapados en ella. Mientras Scarlett sobrevive en medio del terror y las privaciones, su atracción por Rhett (que sigue en la ciudad y la va a visitar en una escena importante) aumenta aunque ella trata de luchar contra sus sentimientos.
Una parte decisiva de la novela tiene lugar el histórico 1 de septiembre de 1864, el día en que el Ejército Confederado se retira derrotado de Atlanta y la ciudad cae finalmente en manos de las tropas yanquis de Sherman. Mientras la gente desesperada trata de abandonar la ciudad, Melanie está a punto de dar a luz y, sin conseguir a ningún médico que las ayude, es Scarlett quien debe auxiliarla en el parto.
Después de nacer el hijo de Ashley y Melanie, Scarlett manda a buscar a Rhett y le pide ayuda para escapar de Atlanta; en medio de una conmovedora escena ella termina refugiada en sus brazos y él se dispone a salvar a las mujeres y al niño sacándolos de la ciudad. Luego, en dramáticas escenas, Rhett transporta al grupo en medio de las explosiones de los pertrechos volados por los confederados en retirada; atraviesan la ciudad en llamas y logran huir.

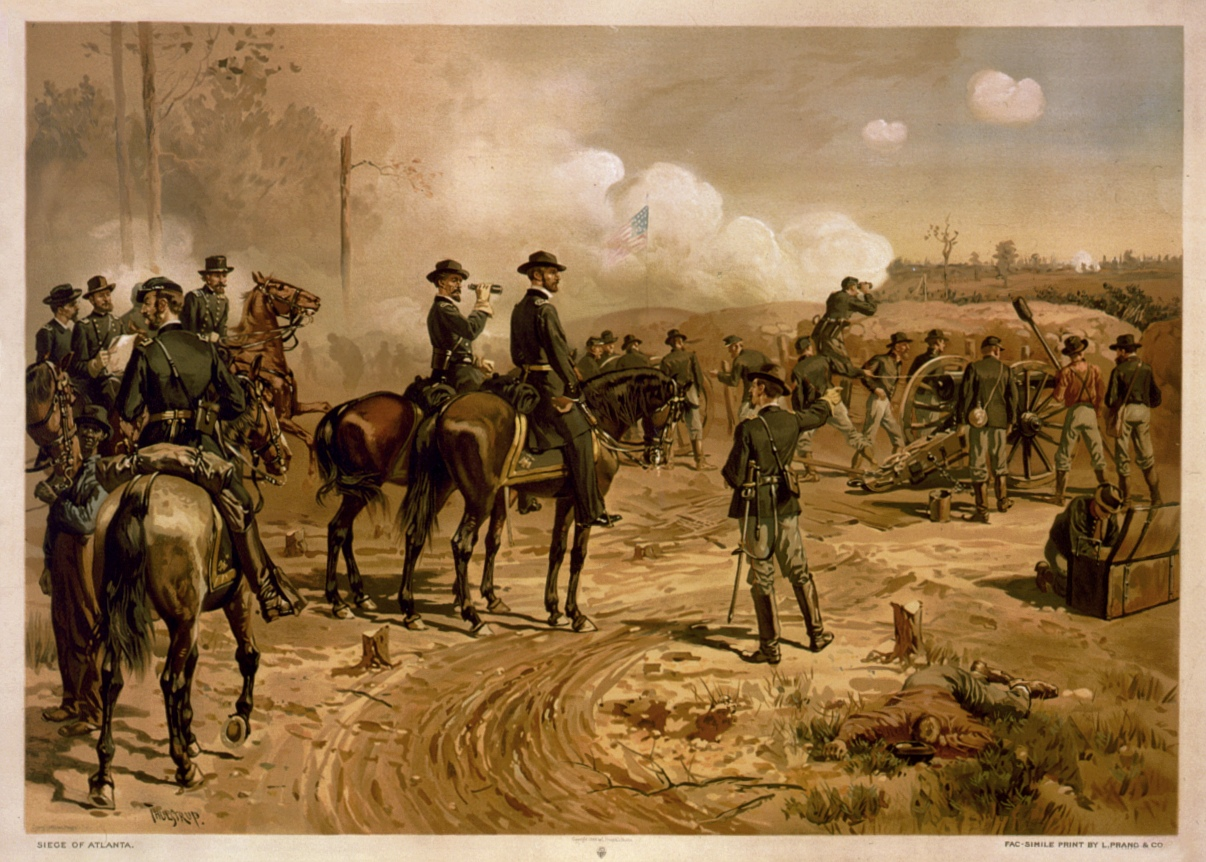
El Sitio de Atlanta, por el pintor Thure de Thulstrup (retrato de 1888). Gracias a sus conocimientos de historia, la escritora Margaret Mitchell pudo recrear con gran exactitud histórica en su novela las angustiosas vivencias de los habitantes de Atlanta sometidos al asedio y al feroz bombardeo, especialmente en la desesperada huida de Scarlett, Rhett y sus acompañantes de la ciudad en llamas el día en que finalmente cayó en manos de las fuerzas yanquis.

Pero al contemplar en su huida a los restos del Ejército Confederado en retirada, Rhett siente vergüenza de su conducta durante la guerra, y empujado por sus remordimientos y por el sentido del honor sureño que muy a su pesar vive en el fondo de él, decide en un arrebato unirse a las tropas confederadas derrotadas para luchar en las últimas batallas de la guerra (aunque es obvio que la guerra está perdida para los sureños). Para hacerlo tiene que abandonar a Scarlett y a los demás en el camino que conduce al condado donde está "Tara".
En una de las escenas más románticas y apasionadas de la novela, Rhett se despide de Scarlett al borde del camino, y por primera vez la besa en los labios; pero ella, furiosa por ser abandonada, lo abofetea y le desea la muerte. Él se marcha sonriente, con su habitual ironía mientras ella llora desesperada.
Luego de un penoso viaje, Scarlett consigue llevar al grupo hasta su condado natal; al llegar descubre con horror que las haciendas de sus vecinos y amigos han sido arrasadas y quemadas. Exhaustos, aterrados y muertos de hambre entran por fin a "Tara" y descubren que la casa grande de la hacienda no ha sido quemada; pero el alivio se desvanece pronto. Scarlett encuentra a su padre y este le da la terrible noticia de que Ellen, la madre de Scarlett, ha muerto de tifus un día antes. Las hermanas menores de Scarlett, Suellen y Carreen, han sobrevivido al tifus pero están en cama todavía. Scarlett también se entera de que casi todos los esclavos negros han huido o se han marchado con los soldados yanquis; tan solo quedan en la hacienda los fieles "Mamita" (la vieja ama de llaves y niñera de Scarlett y sus hermanas), Pork y Dilcey (la mujer de Pork).
El padre de Scarlett y los sirvientes le cuentan a ella que la casa se salvó de ser quemada por los soldados de Sherman porque había mujeres enfermas en ella y porque la usaron como cuartel general durante su estancia en la región. Pero los yanquis saquearon la casa antes de irse llevándose todo lo de valor, además de que se comieron o se llevaron el ganado y todos los animales de corral. También se llevaron los caballos y destruyeron los cultivos, dejando las tierras abandonadas e inservibles. Para colmo de males, el padre de Scarlett ha perdido la razón.
Comienza entonces una dura lucha por sobrevivir para Scarlett. Convertida de hecho en la jefa de su familia, la joven trabaja incansablemente en el campo y obliga a sus familiares y a los sirvientes a trabajar tan duro como ella. La personalidad de Scarlett se endurece por la adversidad y se comporta como un ser despótico y cruel que trata sin piedad a su gente, aunque su intención sea salvarlos del hambre.
Un día, en las primeras semanas después de su regreso, un soldado yanqui desertor llega a la casa grande de "Tara" con la intención de robar. En la casa solo se encuentran Scarlett, Melanie y las hermanas de Scarlett, pero todas las mujeres a excepción de Scarlett están en cama enfermas. Scarlett sale a enfrentarlo con la pistola de su difunto marido y tomándolo por sorpresa lo mata con un disparo a quemarropa en la cabeza. Luego arrastra fuera el cadáver y lo sepulta, y con la ayuda de Melanie (que se muestra orgullosa de la acción de Scarlett y a pesar de su debilidad insiste en ayudarla) hace desaparecer las huellas del asesinato. El hecho les permite apropiarse del dinero que llevaba el ladrón y desertor y también de su caballo (haciendo creer al resto de la familia que el caballo llegó solo estando perdido).
En otra ocasión, un grupo de soldados yanquis volvieron a saquear la casa grande "Tara" en presencia de la impotente Scarlett y se llevaron parte de sus pocos animales de comer; y uno de los soldados prendió fuego a la cocina de la casa pero Scarlett y Melanie valientemente apagaron el incendio.
En abril de 1865, la guerra termina finalmente con la rendición de lo que quedaba del Ejército Confederado; Scarlett y su familia reciben la noticia dos semanas después por vecinos que vuelven de la guerra. Scarlett respira aliviada porque está harta de la guerra, pero Melanie y los demás lloran amargamente por la derrota de la causa rebelde del Sur, aunque todos comienzan a esperar con ansia el regreso de Ashley del campo de prisioneros. Pero en los meses siguientes, centenares de exsoldados confederados harapientos, desnutridos y enfermos desfilan por "Tara" camino a sus hogares sin que llegue a aparecer entre ellos Ashley. Si bien reciben una carta de él anunciando que regresará pronto después de ser liberado de prisión, Scarlett y Melanie temen que pueda morir en el viaje si está en malas condiciones de salud como sus excompañeros. Mientras tanto, entre los exrebeldes que reciben cobijo en "Tara" se encuentra un hombre llamado Will Benteen, que se queda para trabajar y así agradecer que le hayan salvado la vida, y pronto se convierte en la mano derecha de Scarlett.
Finalmente, un día de septiembre de 1865 el demacrado y andrajoso Ashley llega a "Tara" por sorpresa y Melanie sale a su encuentro loca de alegría, en una tierna escena que por poco arruina de forma imprudente Scarlett, quien tiene que ser contenida por Will Benteen. Con esta escena termina la tercera parte de la novela.

### Cuarta parte

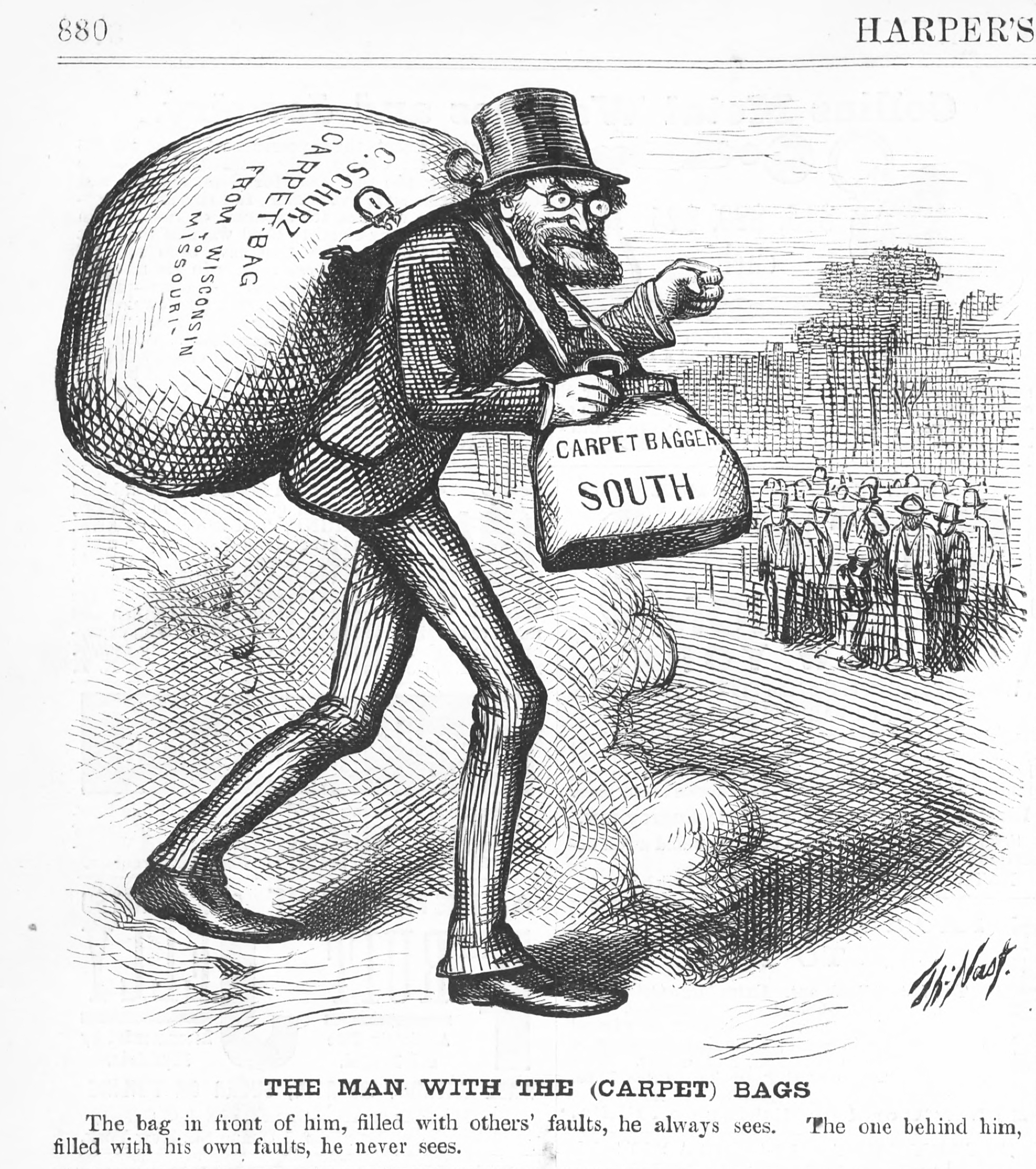
Después de todos sus esfuerzos por levantar las arrasadas tierras de su familia, Scarlett debe enfrentarse a la codicia de los políticos corruptos que oprimen a Georgia tras la guerra y que quieren adueñarse de "Tara". Esta famosa caricatura de 1872 representa a un Carpetbagger (denominación para esa especie de políticos corruptos provenientes del Norte que explotaban al Sur de la postguerra).

La cuarta parte de la novela comienza en enero de 1866. Mientras Scarlett sigue luchando para mantener a flote a su familia, recibe la nefasta noticia de que los Carpetbaggers y los Scalawags (políticos corruptos que ahora dominan Georgia con el apoyo del Ejército yanqui y el voto de los ex-esclavos negros, porque la mayoría de los blancos sureños no pueden votar debido a las leyes de Reconstrucción) han aumentado los impuestos sobre la plantación de "Tara" hasta una cifra enorme imposible de pagar para Scarlett. La joven se entera de que todo forma parte de un plan para embargar la hacienda y después venderla en una subasta judicial, para que algún inescrupuloso compinche de los politiqueros se pueda apoderar de la casa y sus tierras de cultivo.
Desesperada, Scarlett busca el consuelo de Ashley (que ahora vive y trabaja en "Tara"), esperando que él tenga alguna idea para conseguir el dinero, pero él se muestra tan pasivo y débil de espíritu como de costumbre. En una dramática escena Scarlett no se puede contener y se le ofrece a Ashley, pero la rechaza luchando contra su propio deseo.
Casi de inmediato Scarlett se entera de que el hombre que quiere apoderarse de "Tara" es un antiguo capataz yanqui de la hacienda que fue despedido por sus padres y que ahora trabaja para el Gobierno Federal. Para colmo de males fue la mujer de este hombre la que le contagió el tifus a la madre de Scarlett cuando ella trataba de curarla. Scarlett se llena de indignación luego de la descarada visita de la pareja que pretende despojarla de su hogar y de sus tierras.
Pero algo que había mencionado Ashley hace renacer la esperanza en Scarlett: él había dicho que la única persona que conocían que tenía dinero era Rhett Butler. La tía Pittypat les había informado por carta que estaba de regreso en Atlanta y que hacía ostentación de riqueza.
Scarlett planea entonces aprovecharse del hecho de que Rhett está obsesionado con ella para seducirlo y hacer que se case con ella. Y si no logra casarse con él, está dispuesta a convertirse en su amante para de cualquiera manera conseguir el dinero para salvar a "Tara" y sacar a su familia de la pobreza. Así que Scarlett decide partir lo antes posible a Atlanta, pero antes se hace un vestido elegante con unas viejas cortinas y toma otras precauciones en su aspecto para evitar que Rhett sepa que su único interés es el dinero de él. Para su desgracia, la fiel y suspicaz "Mamita" se empeña en ir con ella.
Al llegar a Atlanta, Scarlett se entera por la tía Pittypat de que Rhett ha sido encarcelado por los soldados yanquis acusado de matar a un hombre negro que había insultado a una mujer blanca y que puede ser condenado a la pena de muerte en la horca. Al mismo tiempo se entera de que Rhett es más rico de lo que ella imaginaba, ya que se sospecha en Atlanta que tiene cientos de miles de dólares depositados en bancos en el extranjero, lo que le convierte casi seguramente en uno de los hombres más ricos del país. Su fortuna fue hecha con el contrabando y la especulación durante la guerra, aunque el pueblo de Atlanta sospecha que Rhett también pudo llevarse parte del mítico tesoro de la Confederación (las supuestas reservas de oro y dinero del Gobierno creado por los rebeldes confederados del Sur, y que se esfumaron cuando ese Gobierno quedó disuelto al perder la guerra).
La calculadora mente de Scarlett se excita entonces pensando que si consigue casarse con Rhett en la cárcel y después él es ejecutado en la horca, ella como su viuda podrá quedarse con toda su inmensa fortuna y no solo lograría salvar a "Tara", sino que incluso podría convertirla en la plantación más próspera del Sur y además podría devolverle su vida de ricos a toda su gente, sobre todo a su amado Ashley.
Scarlett va a ver a Rhett a la cárcel y todo marcha bien al principio, porque Rhett reacciona con una sincera emoción poco frecuente en él, pensando que ella realmente está preocupada por lo que pudiera pasarle (Scarlett finge muy bien estar mortificada por la idea de que puedan matarlo). Y en la cumbre del placer para Scarlett, Rhett le va confirmando que es tan rico como la gente se imagina y le dice que el verdadero propósito de su encarcelamiento (aprovechando la acusación de asesinato) es que los yanquis quieren sacarle información sobre el tesoro de la Confederación al que desean echarle mano (además Rhett le habla de su viaje de placer por Inglaterra y Francia en los meses siguientes al final de la guerra, cuando él terminó su servicio en el derrotado Ejército Confederado).
Pero cuando Rhett parece a punto de caer en la trampa de Scarlett, un torpe descuido de ella le delata su pobreza. Al enfado de Rhett le sucede una discusión entre los dos, donde ella termina rogándole que le preste el dinero para salvar la plantación y hasta se humilla a ofrecerse como su amante. Pero Rhett le dice con sinceridad que no puede darle el dinero porque los yanquis vigilan sus transacciones financieras y terminarían quitándole el dinero a ella y confiscándole toda la fortuna a él. Desesperada y furiosa, Scarlett tiene una crisis de nervios y, al recuperarse, se despide de Rhett llena de odio contra él y deseando verlo muerto en la horca lo antes posible.
Con sus esperanzas rotas, Scarlett se encuentra por casualidad en las calles de Atlanta con Frank Kennedy, un viejo conocido y además prometido de Suellen, la hermana de Scarlett. Kennedy tiene la edad para ser el padre de Scarlett, pero a pesar de ello Suellen (que es menor que Scarlett) ha estado siempre enamorada de él y hace poco tiempo la misma Scarlett le había concedido la mano de su hermana en matrimonio (en su rol de jefa de familia ante la incapacidad mental de su padre).
Gracias a este encuentro, Scarlett se entera de que debido a un golpe de buena suerte producto de la confusión del final de la guerra, Kennedy ha podido abrir una tienda, un próspero negocio que en poco tiempo le ha permitido ahorrar un capital más o menos importante. Y gracias a ese capital iba a comprar en poco tiempo otro negocio, un aserradero, que junto con el otro lo harían un hombre rico. Scarlett recibe la noticia con enfado y desesperación, ya que sabe que su hermana, una chica frívola, egoísta e ingrata, no estará dispuesta a ayudar a su familia y que no le importaría para nada que "Tara" fuera embargada y vendida. Entonces Scarlett le miente a Kennedy diciéndole que Suellen se va a casar con otro hombre harta de esperar por él y sin haberle avisado siquiera. Y aprovecha el dolor, la indignación y el despecho del hombre para seducirlo y hacer que le proponga matrimonio a ella. Todo ello por puro y frío interés, ya que Scarlett desprecia a Frank Kennedy porque lo encuentra demasiado viejo, feo y aburrido; y además lo considera un pobre tonto sin carácter.
Después de la boda, Scarlett paga los impuestos con el dinero de Frank y así logra salvar a "Tara". Su hermana Suellen reacciona con furia ante la traición de Scarlett y le envía una carta violenta e insultante que marca la ruptura definitiva entra las dos hermanas que siempre se habían detestado. La ambiciosa Scarlett comienza inmediatamente a inmiscuirse en la dirección de los negocios de su nuevo marido aprovechando la debilidad de carácter de este.
A las pocas semanas Scarlett recibe la inesperada visita de Rhett, que finalmente ha sido liberado de la cárcel sin cargos. Él la trata con su habitual descaro y sarcasmo, haciendo caso omiso de la rabia de ella. Rhett le confiesa a Scarlett que fue el autor del asesinato del negro por el que lo habían encarcelado, pero que había conseguido ser liberado chantajeando a un importante funcionario del Gobierno Federal que había estado implicado en negocios sucios con él en el pasado. Además le confiesa que cometió otro asesinato por el que no ha sido acusado, y que es verdad que se había apropiado de parte del tesoro de la Confederación. Y le revela a Scarlett el monto de su extraordinaria fortuna, para gran tormento de ella que no pudo ser dueña de todo ese dinero. Luego de otra intensa batalla verbal entre Scarlett y Rhett, ella termina aceptando el dinero que él le ofrece en préstamo, y con el cual Scarlett compra el aserradero que había pensado comprar su marido (antes de desistir al haber gastado el dinero en pagar la contribución de "Tara"). De esta manera ahora ella tiene el aserradero a su nombre.
Para disgusto de su marido, Scarlett se hace cargo de la administración del aserradero, en una sociedad que veía con muy malos ojos a las mujeres que asumían roles reservados exclusivamente para los hombres, como el de empresario. Pero Scarlett hace caso omiso a las críticas y a los chismes, y se convierte en una implacable y exitosa mujer de negocios. Gracias al auge de la construcción (para reconstruir la ciudad devastada por la guerra) la demanda de madera es muy grande y Scarlett hace mucho dinero, dinero que tampoco entrega a su marido como era la costumbre de la época, sino que invierte ella misma (principalmente en "Tara"). Scarlett se vale de todo, hasta de la mentira, para ganarle a sus competidores comerciales; consigue arruinar a uno de ellos (que antes había mentido sobre ella) y luego le obliga a venderle su aserradero, teniendo así un segundo aserradero bajo su control. También engaña a sus clientes para obtener más ganancias.
A pesar de la buena marcha de sus negocios, Scarlett tiene miedo de ser víctima de las represalias de los yanquis si descubren la participación de ella y su marido en un episodio en que prestaron ayuda a un viejo amigo que huía de la justicia. Por eso y para hacer mejores negocios, Scarlett se hace amiga de los oficiales del Ejército yanqui y de las mujeres de éstos, y los convierte en sus clientes, a pesar del escándalo que su conducta desata en la ciudad, especialmente entre sus viejos conocidos. En el fondo Scarlett siente más odio por los yanquis que sus conocidos que la critican, pero está dispuesta a cualquier cosa para no perder la seguridad y la fortuna que tanto le han costado conseguir.
Mientras tanto Scarlett se queda embarazada de su segundo marido, para su disgusto, ya que no desea tener más hijos. A pesar de las molestias de su embarazo, Scarlett sigue personalmente al frente de sus negocios, y en medio de tantos problemas y disgustos su único consuelo es Rhett Butler. Él continúa su amistad con ella y se las arregla para estar a su lado cuando más la necesita, especialmente cuando sale a hacer negocios por los peligrosos parajes solitarios llenos de bandidos de los alrededores de Atlanta. Scarlett se sorprende de que Rhett quiera estar a su lado cuando ella no se ve atractiva debido a su embarazo.
Y justo en esa temporada tan difícil para ella, Scarlett recibe otra mala noticia: su padre ha muerto. A pesar de su avanzado embarazo, Scarlett regresa a "Tara" y allí descubre que su padre ha muerto en un accidente al caer del caballo, mientras corría y trataba de saltar una valla. También se entera de que su hermana Suellen tiene en cierto modo la culpa del accidente, ya que ella lo emborrachó y trató de aprovecharse de su locura para hacerlo jurar lealtad a la Unión en presencia de las autoridades yanquis y así obtener una jugosa indemnización económica del Gobierno Federal. Pero el anciano reaccionó a tiempo, y en el episodio de furia y excitación nerviosa siguiente fue que se lanzó a correr hasta hallar la muerte. Para su sorpresa Scarlett también se entera de que Will Benteen (el amigo de Scarlett y administrador de "Tara") desea casarse con Suellen y por ello le pide la mano de ella a Scarlett. La sorpresa es mayor porque Scarlett sabe que Will está enamorado de su otra hermana, Carreen; pero la razón de todo es otra sorpresa para ella, y es que Carreen ha decidido ingresar en un convento y convertirse en monja porque no ha podido olvidar a su novio que murió en la guerra. Ante ello Will decide casarse con Suellen para así poder quedarse en "Tara" el resto de su vida, ya que ama esa tierra, y Suellen lo acepta para no quedarse solterona.
Al volver a "Tara" Scarlett también se entera de que Ashley piensa irse a vivir a Nueva York con su esposa e hijo y aceptar un empleo en un banco que le ha ofrecido un amigo. De esta manera Ashley quiere obtener independencia económica y dejar de vivir de la caridad de Scarlett. Scarlett desesperada le ofrece convertirlo en el director y socio de uno de sus aserraderos, para así conservarlo cerca de ella. Él rechaza la oferta porque lo ve como una limosna y no soporta seguir viviendo de ella. Scarlett pierde los nervios ante la negativa de Ashley, pero la oportuna intervención de Melanie le sirve a Scarlett para manipular las cosas a su favor. Ante la presión de las dos mujeres Ashley acepta la oferta y se marcha a Atlanta con su familia a trabajar con Scarlett.
Algún tiempo después de regresar a Atlanta, Scarlett da a luz a una niña, llamada Ella Lorena Kennedy (fea como su padre). En el tiempo en que nace la hija de Scarlett, la ciudad se encuentra llena de tensión y miedo debido a las actividades del Ku Klux Klan. La organización clandestina formada por los blancos ex confederados se dedica a cometer actos criminales y terroristas contra los negros y los políticos que los protegen, lo que provoca una violenta represión por parte del Ejército yanqui contra la población de la ciudad. Debido al clima de violencia, el marido de Scarlett intenta mantenerla recluida en casa sin permitirle ir a los aserraderos, para disgusto de ella, pero finalmente Scarlett se consigue un guardaespaldas, un peligroso y salvaje montañés que estuvo en la cárcel por matar a su mujer y que fue liberado en los meses finales de la guerra a cambio de que prestara servicio en el Ejército Confederado. Con la protección de su escolta Scarlett retoma la dirección de sus negocios.
No mucho tiempo después Scarlett contrata con el Gobierno del Estado el alquiler de presos condenados a trabajos forzados, que son obligados a trabajar como esclavos para los empresarios que pagan por ellos al Gobierno estatal. Además Scarlett pone a un despiadado hombre al frente de uno de sus aserraderos para que explote sin piedad a los presos (en el otro aserradero Ashley trata mucho mejor a los presos, pero a costa de no hacerlos producir tanto). El guardaespaldas de Scarlett renuncia indignado, ya que había vivido el sufrimiento de los presidiarios, y la sociedad de Atlanta una vez más reacciona escandalizada contra Scarlett.
En medio de todo esto Rhett regresa a Atlanta tras una misteriosa ausencia de varios meses. Al reencontrarse con Scarlett, le cuenta que ha estado en varios lugares, entre ellos Nueva Orleans. Ella le hace confesar (a pesar de su renuencia) que estuvo en Nueva Orleans para visitar a un chico del cual es su tutor legal. También estuvo en Charleston porque había muerto su padre (al que odiaba) y debía encargarse de su madre y hermana empobrecidas. 
Furioso, pero con su habitual sarcasmo burlón y su franqueza impertinente, Rhett le reclama que el dinero que él le prestó hubiera servido indirectamente para ayudar a Ashley, algo que él le había prohibido expresamente como condición para dárselo, y ella reacciona con su temible mal humor. A pesar de su enfrentamiento, como de costumbre no se produce una ruptura entre ellos.
Un día Scarlett hace una de sus habituales visitas de supervisión a uno de sus aserraderos y necesariamente tiene que pasar cerca de un poblado formado por chozas y habitado por indigentes blancos y negros, en su mayoría delincuentes y prostitutas. Al volver, Scarlett es atacada por dos fornidos delincuentes, uno blanco y el otro negro, que intentan robarla y se ponen violentos ante la feroz resistencia de ella. En el último momento, cuando ya parece perdida, Scarlett es rescatada por Big Sam, un negro antiguo esclavo de "Tara" alto y fuerte que sobrevivía en el poblado marginal. Big Sam se enfrenta a los dos delincuentes y aparentemente mata al ladrón negro (el blanco posiblemente muere bajo las ruedas del coche de Scarlett luego de ser derribado por Big Sam de un puñetazo). El noble exesclavo huye con Scarlett, mientras ella sufre una crisis de nervios.
Scarlett se enfada cuando, después del incidente, su marido, Frank Kennedy, la lleva a casa de Melanie y la deja allí con los niños, para marcharse a una reunión política; Scarlett lo interpreta como indiferencia de su marido por lo que le había pasado. Lo que Scarlett ignora es que Frank, Ashley y casi todos los hombres de Atlanta amigos de su familia son miembros del Ku Klux Klan y que planean una venganza por lo que le había ocurrido a ella.

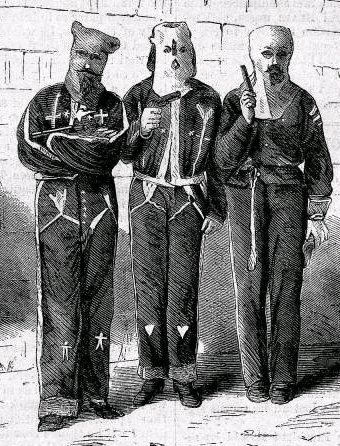
El segundo marido de Scarlett muere en un combate con los soldados yanquis cuando junto con Ashley y otros miembros del Ku Klux Klan de la ciudad intentaban vengar un ataque contra Scarlett. Eran los tiempos en que los miembros del primer Klan eran vistos como héroes por los sureños, como estos tres miembros del Ku Klux Klan arrestados en Misisipi, en septiembre de 1871, por el intento de asesinar una familia.

Mientras Scarlett pasa la noche en compañía de Melanie, la tía Pittypat, India Wilkes (la hermana de Ashley) y el antiguo guardaespaldas de Scarlett (que tiene una deuda de gratitud con Melanie), Ashley, Frank y los demás se proponen atacar el poblado donde fue agredida Scarlett, asesinar a los dos hombres que la atacaron (si es que Big Sam no logró matarlos realmente) y expulsar a todos los bandidos que viven en la barriada.
Melanie no quiere contarle nada a Scarlett ni a su tía Pitty, y trata de tragarse su miedo. Pero la tensión estalla entre Scarlett e India (que odia a Scarlett), y Melanie regaña a su cuñada por querer echarle en cara la verdad a Scarlett. Pero la dramática aparición de Rhett en la casa causa el pánico en las mujeres.
Rhett se ha enterado por dos capitanes borrachos de que los hombres del Klan se dirigen a una trampa tendida por los militares yanquis, que sabían de sus planes y los esperan para matarlos o arrestarlos. Rhett le pide desesperado a Melanie que le diga dónde están para ir a salvarlos. A pesar de las protestas de India y Archie (el matón guardaespaldas) que creen que Rhett es un espía y un traidor, Melanie confía en él y le dice todo. Rhett cabalga en un desesperado intento por salvarlos de la emboscada.
Las tropas yanquis no tardan en rodear la casa de Melanie y Ashley, mientras ella le dice al capitán al mando de la tropa que su marido está en una reunión política, pero los soldados se quedan esperando atraparlo. Rhett no llega a tiempo para evitar la emboscada y la escaramuza entre los soldados y los miembros del Klan, pero logra llevarse con él a Ashley, que está herido de bala, y a algunos viejos amigos de la familia de Melanie. Rhett inventa un hábil engaño para hacer creer a los yanquis que los hombres han estado con él toda la noche en el burdel de su amiga Belle, emborrachándose y disfrutando con las chicas. Desde el burdel se lleva a Ashley y a otro miembro del Klan a la casa de Melanie, y gracias a la actuación de ésta consigue engañar a los militares de guardia en la casa.
Aunque Scarlett solo se preocupa por el herido Ashley, pronto queda horrorizada cuando Rhett le cuenta que su marido, Frank Kennedy, ha muerto de un balazo en la cabeza durante el tiroteo. Para colmo de males, Rhett tiene que hacer que Archie se lleve los cuerpos de Frank y de otro miembro del Klan y los deje tirados cerca del burdel de Belle, arreglándolos de tal manera que los yanquis piensen que se pelearon borrachos por una prostituta y terminaron matándose a tiros. Los falsos testimonios de Rhett, Belle y luego del propio Ashley salvan a todos los implicados detenidos, pero los orgullosos aristócratas de Atlanta quedan humillados al ser pintados como borrachos y clientes de prostitutas, por lo que odian a Rhett en vez de agradecerle.
El día del entierro de Frank, después de que se marcharon todos los amigos y parientes, Scarlett es atormentada por los remordimientos por haber arruinado la vida de su difunto marido, por haberlo engañado para que se casara con ella, por casarse con él únicamente por su dinero, por haberlo hecho infeliz durante el corto tiempo que estuvieron casados y por haberle provocado la muerte indirectamente. Scarlett se emborracha para tratar de olvidar, pero entonces recibe la inesperada visita de Rhett.
Luego de consolarla y calmar sus remordimientos, Rhett le propone matrimonio de forma sorprendente y descarada (con el cuerpo de Frank "todavía caliente", como le dice la propia Scarlett). Tras otra acalorada y divertida discusión entre los dos, Scarlett termina aceptando casarse con Rhett después de una apasionada escena de besos entre ambos. Como Rhett debe hacer un viaje de varios meses a Inglaterra, el compromiso matrimonial no se anuncia hasta que regresa, y entonces la sociedad de Atlanta reacciona más escandalizada que nunca ante el hecho de que Scarlett se vaya a casar apenas un año después de la muerte de su anterior marido y además por la pésima reputación que tienen tanto ella como Rhett.
La rabia de la gente de Atlanta es mayor porque, poco antes de anunciarse el compromiso (en abril de 1868), es elegido gobernador de Georgia el candidato del Partido Republicano Rufus Bullock. El nuevo gobernador fue elegido con el voto de los negros ex esclavos y el apoyo de los militares yanquis, mientras que la mayoría de los blancos no pueden votar. Los viejos habitantes de Atlanta odian al gobernador y a todos los que son amigos suyos, y entre esos amigos está Rhett Butler.
A pesar de la oposición de su familia y amistades, Scarlett se casa con Rhett. La pareja inicia su luna de miel con un viaje a Nueva Orleans, y así termina la cuarta parte de la novela.

### Quinta parte

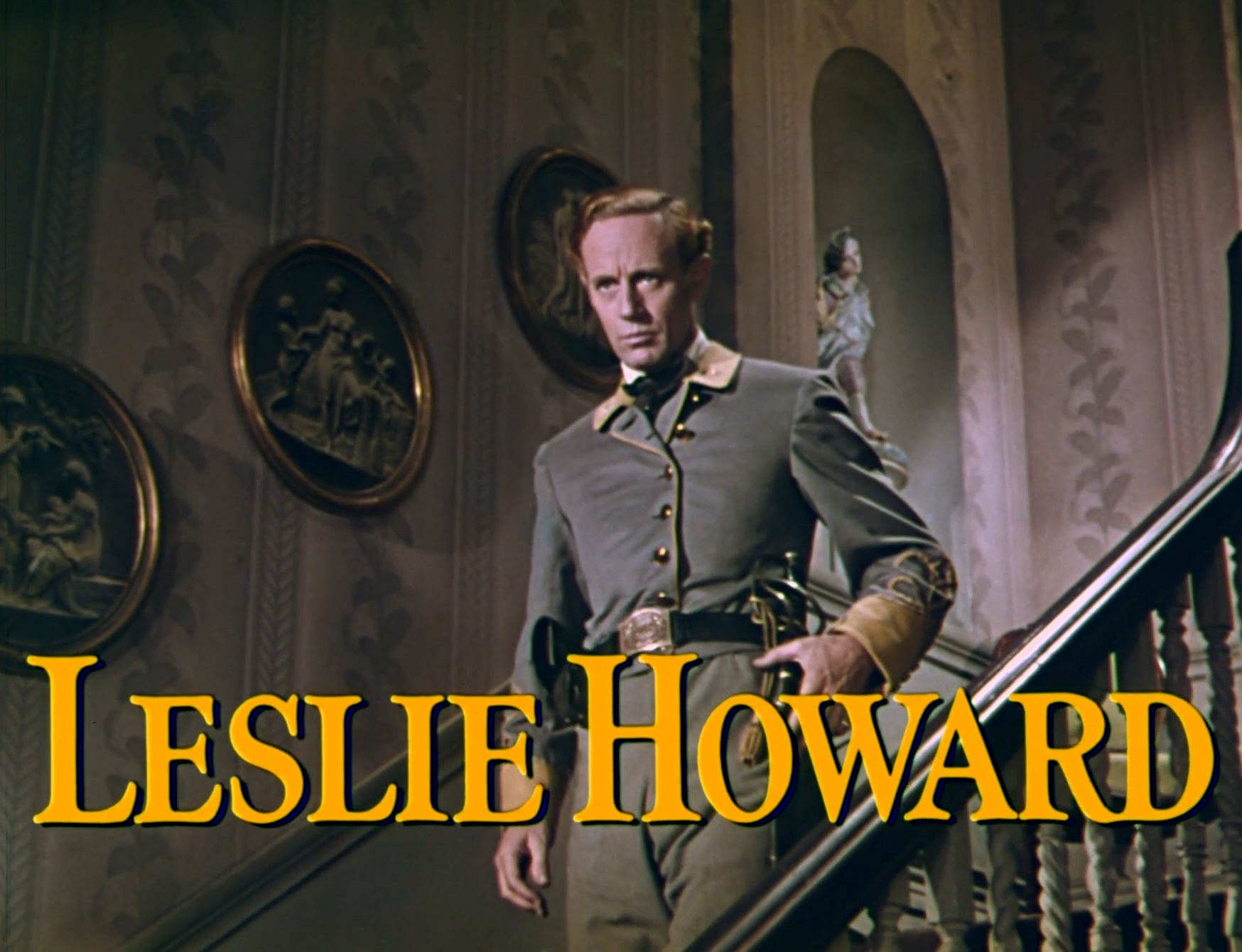
Ashley Wilkes (aquí representado para el cine por Leslie Howard); el capricho obsesivo de Scarlett con él lo convertirá casi involuntariamente en el rival de Rhett por el amor de ella.

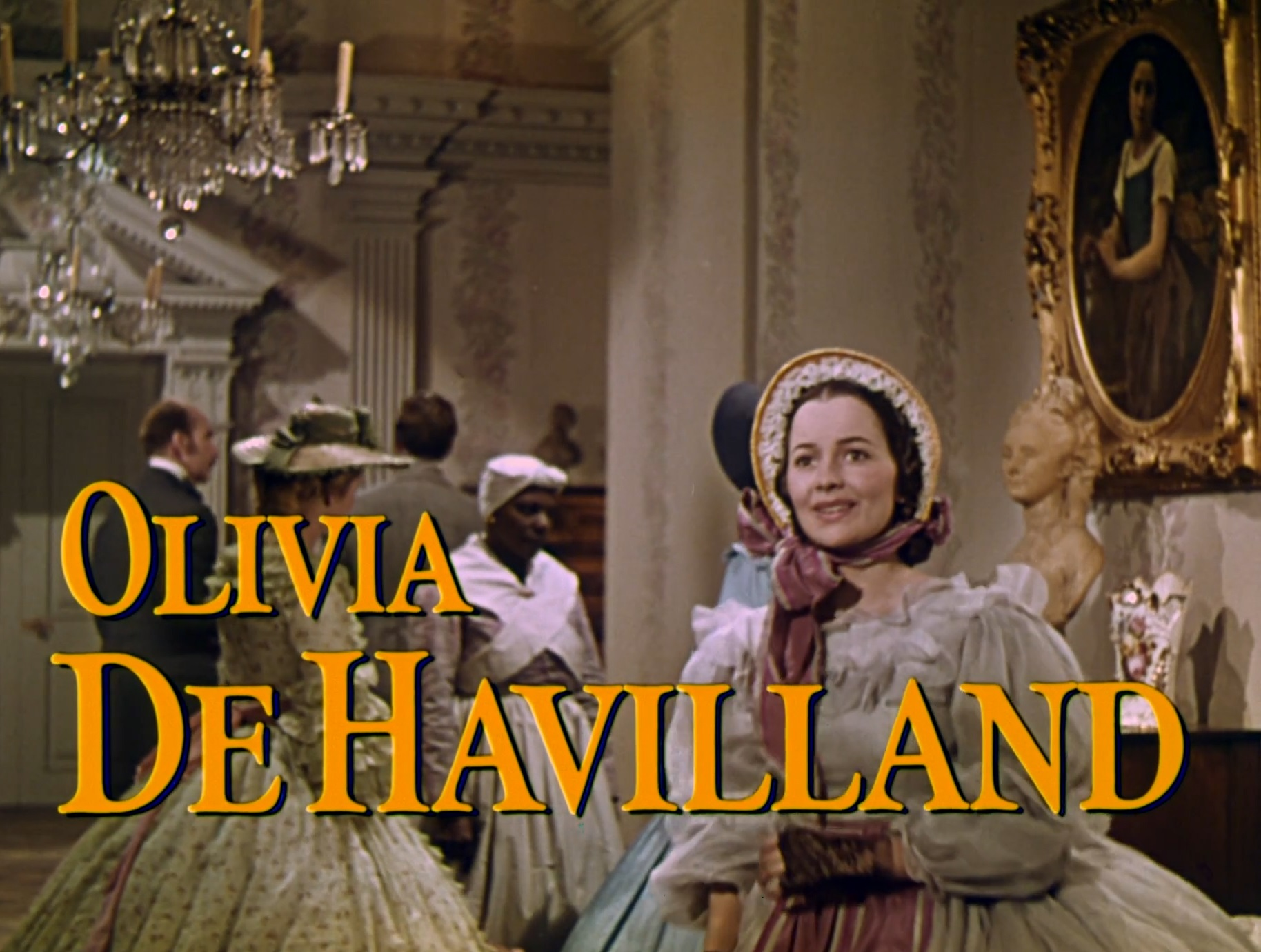
Melanie Hamilton (interpretada en la película por Olivia de Havilland), la prima y esposa de Ashley, y además hermana del primer marido de Scarlett. Scarlett se debate entre el odio y el afecto por esta noble mujer que se convertirá en su mejor amiga, y cuya muerte precipitará el desenlace de la historia.

En su luna de miel, Rhett derrocha dinero para que Scarlett pueda disfrutar de los lujos.
Ella siente lo más parecido a la felicidad plena que ha conocido en su vida; pero hay sombras que enturbian esa dicha. Scarlett no ha podido olvidar a Ashley, y desearía que fuera él y no Rhett el que le proporcione toda esa felicidad. Rhett se da cuenta de ello y a pesar de su paciencia los celos provocan al menos una pelea entre ellos durante la luna de miel. 
Al regresar del viaje de novios, Rhett y Scarlett se instalan en un hotel de Atlanta mientras Rhett ordena construir una mansión . La antigua alta sociedad de Atlanta, arruinada por la guerra, aumenta su desprecio y su odio hacia Rhett y Scarlett por su ostentación. Solo Melanie consigue a duras penas que las viejas amistades no rechacen por completo a Scarlett. 
Scarlett descubre que está embarazada, lo que le produce un fuerte disgusto, ya que no quería tener más hijos, e incluso piensa en interrumpir el embarazo, pero Rhett reacciona furioso y aterrorizado por la idea de que Scarlett pueda morir al intentar abortar con los peligrosos métodos de la época. 
Scarlett da a luz una preciosa niña. Toda la gente de la ciudad se queda asombrada cuando ven a Rhett convertido en el más tierno, cariñoso y orgulloso de los padres con su hija Bonnie. Las peleas entre los dos son cada vez más frecuentes y fuertes.

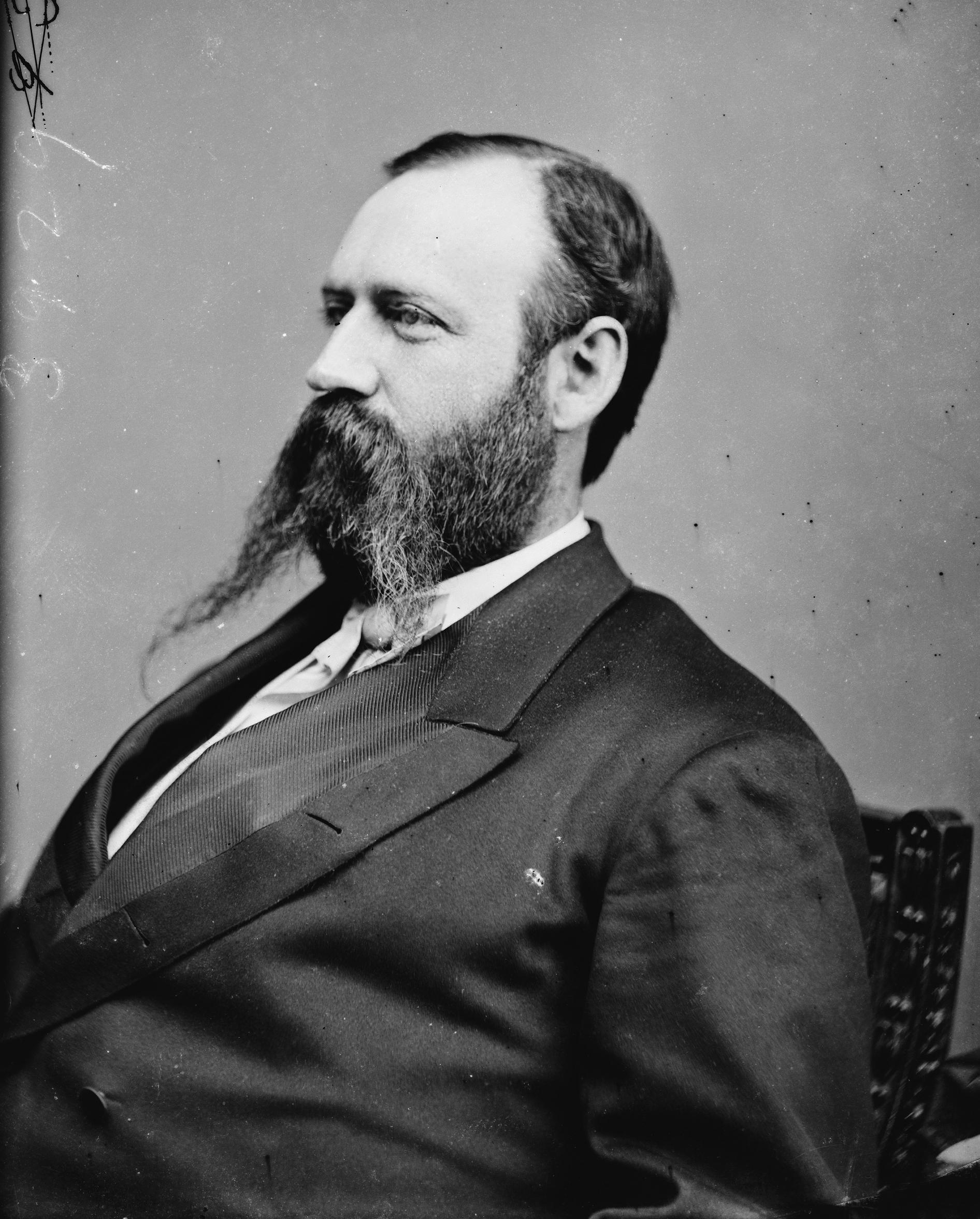
Rufus Bullock, el odiado gobernador republicano de Georgia; la amistad de Rhett y Scarlett con él los hará ser despreciados y odiados por la rancia sociedad de Atlanta.

Al poco de nacer Bonnie, Scarlett se encuentra con Ashley en el aserradero después de algún tiempo sin verlo, y en ese encuentro Ashley pierde el control y da a entender que está celoso de Rhett. Esto vuelve a dar vanas esperanzas a Scarlett y por ello, y por su deseo de no tener más hijos, habla con Rhett y le pide que no vuelvan a mantener relaciones sexuales y duerman en habitaciones separadas, llevando un matrimonio solo de apariencias. Rhett reacciona con ironía y aparente indiferencia, haciéndole creer que no le importa porque ya se ha cansado de ella y diciéndole que piensa buscar el sexo en otras mujeres, para indignación de Scarlett. Casi de inmediato Scarlett se arrepiente de su decisión.
Un año después, Rhett se da cuenta de las negativas consecuencias que tendría para el futuro de Bonnie y de sus hermanos (los hijos de Scarlett) el aislamiento social al que están sometidos por culpa de la mala reputación de Scarlett y de él mismo. Por eso decide cambiar de vida y hacer todo lo necesario, incluso humillarse, para que la vieja sociedad de Atlanta lo acepten a él y a su hija. Rhett deja de ocultar que había servido en la artillería del Ejército Confederado durante ocho meses al final de la guerra, y por el contrario se asegura de que la gente lo sepa (como el que no quiere la cosa). Comienza a hacer generosos donativos a las asociaciones de ex confederados, se aleja del gobernador Bullock y de los yanquis y se afilia al Partido Demócrata (al que pertenecían en ese entonces todos los blancos sureños ex confederados). Todo ello y su sincero y evidente cariño de padre orgulloso de su hija, hacen que los antiguos aristócratas de Atlanta cambien de opinión y terminen por aceptarlo, aunque sigan despreciando a su esposa, ya que Scarlett sigue siendo amiga de los yanquis y de los políticos republicanos.
Melanie organiza una fiesta sorpresa para el cumpleaños de Ashley, y el día señalado le pide a Scarlett que lo distraiga en el almacén de madera mientras ella termina los preparativos de la celebración. Entonces Scarlett y Ashley tienen una emotiva conversación sobre los viejos tiempos, una charla entre amigos más que una conversación entre personas que se sienten atraídas sexualmente (para sorpresa de Scarlett que descubría que Ashley ya no le producía la emoción excitante del pasado). Lamentablemente para ellos la charla termina con una escena que se presta a ser malinterpretada, justo cuando India (la hermana de Ashley), Archie (el matón que fue guardaespaldas de Scarlett y que la odiaba) y otra señora amiga de Melanie entran en el despacho de Ashley. Pronto la "comprometedora" escena será conocida por todo el mundo, mientras Scarlett espera asustada la reacción de Rhett.
Rhett llega a casa y la obliga por la fuerza a ir con él a la fiesta de cumpleaños de Ashley, a pesar de los ruegos de Scarlett para que no la someta a esa humillación y a esa vergüenza. Pero para su sorpresa, Melanie se muestra más cariñosa y protectora con ella que nunca, lo que la salva del deseo de humillarla que sentían los invitados a la fiesta. Salvada de las murmuraciones por Melanie, al terminar la fiesta Rhett la envía de vuelta a casa mientras él desaparece, pero en la madrugada Scarlett lo descubre borracho en la planta baja de la mansión.
Rhett y Scarlett tienen una tensa discusión, en la que salen muchas verdades de los labios de Rhett, que hieren y sorprenden a Scarlett. Finalmente Scarlett intenta huir de él, pero Rhett la atrapa y la lleva con violencia al dormitorio de ella donde la "viola". Aunque al principio Scarlett se resiste, termina cediendo y se entrega con placer al deseo sexual que le produce la agresiva conducta de Rhett en aquella noche salvaje.
Al despertar al día siguiente, Scarlett encuentra que Rhett se ha marchado pero eso no le impide sentirse muy feliz. Está alegre porque Rhett ha confesado que la ama y por haber vivido el sexo más placentero de su vida. Y por ello desea verlo pronto, con la ansiedad de una mujer enamorada. Pero Rhett no vuelve a casa en varios días y cuando lo hace se muestra hiriente y cínico con ella, diciendo que había estado con Belle en su burdel, por lo que Scarlett reacciona furiosa y vuelven a pelearse. Rhett le comunica que se va de viaje a Charleston y Nueva Orleans, y que se lleva a Bonnie. Scarlett se opone a que se lleve a la niña pero no puede evitarlo ante la rabiosa reacción de Rhett.
El día de la partida de Rhett, Scarlett va a ver a Melanie dispuesta a confesarlo todo; pero el amor incondicional y la fe ciega en su inocencia que le manifestó Melanie la hacen callarse todo. En las semanas siguientes las viejas familias aristócratas de Atlanta se dividen en dos bandos, con uno de ellos encabezado por Melanie que defiende la inocencia de Scarlett y Ashley; y el otro encabezado por India, la hermana de Ashley, que ataca a Scarlett y quiere aislarla socialmente. 
Cuando se supo que Scarlett estaba embarazada, la gente que apoyaba a India empieza a rumorear que el hijo debía ser de Ashley y no de Rhett, ya que toda la ciudad sabía desde hace tiempo que Scarlett y Rhett no comparten el dormitorio ni hacen vida marital (e ignoran que Rhett la había tomado a la fuerza antes de marcharse de la ciudad). Por su parte Scarlett siente por primera vez en su vida alegría al saber que está embarazada , ya que se siente muy sola sin Rhett y Bonnie y por la falta de comunicación y afecto que hay entre ella y sus otros hijos. En el fondo también se siente feliz por este embarazo porque es fruto de su noche salvaje con Rhett. 
Al cabo de tres meses, Rhett vuelve a casa y Scarlett está contenta por ello, aunque lo disimula. Pronto su alegría se desvanece cuando al hablarle por primera vez después de tantos meses, Rhett se muestra frío y odioso con ella. Scarlett reacciona indignada y sin poder contenerse le suelta la noticia del embarazo de una forma que ella no hubiera querido; Rhett se sorprende, pero ante la furia agresiva de su mujer termina por ofenderla preguntándole con maldad si el hijo es de Ashley. Scarlett está fuera de sí por la rabia y grita que no desea tener el bebé, por ser hijo de un canalla como él. Al final de la violenta discusión Scarlett intenta agredir a Rhett y cuando éste esquiva los golpes de su mujer, ella pierde el equilibrio accidentalmente y rueda por las escaleras de la mansión y se da un fuerte golpe. 
Como resultado, Scarlett sufre un aborto y pierde al hijo. Mientras tanto Rhett está destrozado y permanece en la habitación que está al lado del dormitorio donde su mujer lucha entre la vida y la muerte. El día que Scarlett parece haber superado el peligro, Rhett se derrumba y llora abrazado a Melanie, con la cabeza hundida en su regazo. Borracho y loco de dolor, se culpa de la desgracia de Scarlett y de "haberla matado". Melanie lo consuela dulcemente y calma su desesperación.
Un mes más tarde, Scarlett se va en tren a "Tara" para terminar de recuperarse en el campo y Rhett aprovecha su ausencia para tramar un plan para que ella le venda su participación en los aserraderos a Ashley, y así no tengan que verse a menudo. Rhett obtiene la ayuda reticente de Melanie (a la que convence alegando el futuro del hijo de ella y Ashley); así que Rhett envía el dinero de forma anónima a Ashley y Melanie debe convencerlo para que lo destine a comprar los negocios de madera.
Al regresar de "Tara", Scarlett descubre a Rhett cambiado; se comporta amablemente con ella y la relación entre los dos es cortés. Pero al mismo tiempo Scarlett nota que a pesar de su amable cortesía, Rhett es indiferente con ella. Y la forma como Rhett la manipuló para que le vendiera los aserraderos a Ashley le disgusta; además de que la deprime mucho por significar su alejamiento definitivo de Ashley. Scarlett sufre por haber dejado de importarle a Rhett y siente celos de su propia hija, ya que Rhett solo tiene ojos para la pequeña Bonnie. Por amor a su hija, Rhett sigue cortejando a la antigua aristocracia de Atlanta, contribuyendo con mucho dinero y trabajo duro al triunfo del Partido Demócrata de los ex confederados en las elecciones para gobernador de Georgia. En octubre de 1871 el gobernador Bullock renuncia acosado por las denuncias de corrupción y la crisis política, aunque el gobernador temporal también era republicano. Pero en las elecciones celebradas en diciembre de 1871 finalmente gana el candidato del Partido Demócrata, un excoronel confederado. Toda Georgia celebra la victoria como la "liberación" y el final de la Reconstrucción (ocupación yanqui) en Georgia. Y Rhett se convierte en uno de los personajes más populares de Atlanta por su contribución a la liberación del Estado, en tanto que Scarlett sigue siendo rechazada y todos sus amigos corruptos huyen de Georgia. Pero el futuro de Bonnie parece asegurado por la respetabilidad y prestigio de su padre.
La niña es la única alegría que queda en la vida de Rhett y Scarlett porque, aunque Scarlett siente celos de que sea el único amor de Rhett, eso no impide que sea su hija favorita si bien le preocupa que sea tan malcriada, rebelde y caprichosa. De todas maneras, con sus cuatro años de edad la niña es la razón de vivir de sus padres. Pero el destino quiere que Bonnie fallezca de un trágico accidente mientras trata de saltar una valla con su caballo; exactamente igual como murió el padre de Scarlett. 
Rhett y Scarlett quedan destrozados por el dolor; ella culpa de la muerte de Bonnie al propio Rhett, mientras que él parece haber perdido la razón. Luego de una violenta discusión en la que Scarlett lo llama "asesino", Rhett toma el cuerpo de la niña y lo conserva en su propio dormitorio, negándose a que sea colocado en un féretro, y tiene muchas lámparas encendidas para que la niña (que en vida temía a la oscuridad) no se asuste. Rhett se encierra con su hija y solo sale para ir a emborracharse al burdel de Belle, para volver luego al dormitorio con su pequeña. Cuando Scarlett, al cabo de tres días, logra hablar con Rhett y le dice que el entierro de la niña va a ser al día siguiente, él amenaza con matarla sí intenta enterrar a su hija. Pero Scarlett no se asusta y se enzarzan en una amarga discusión de la que ambos salen dispuestos a cumplir sus amenazas. Mamita trata de hablar con Rhett, pero es inútil, por lo que la vieja ama de llaves y niñera va a hablar con Melanie para pedirle ayuda. Melanie se encierra con Rhett y con sus dulces palabras logra convencerlo para que permita el entierro de Bonnie.
Scarlett se arrepiente de haber acusado a Rhett de provocar la muerte de Bonnie; ella quisiera buscar el consuelo en los brazos de él y llorar junto a Rhett por la muerte de su hija. Ella se siente sola y además siente un profundo miedo, el temor inexplicable de perder "algo", de que otra desgracia se venga sobre ella. Por eso necesita del amor de Rhett y estaría dispuesta a humillarse y pedirle perdón por sus palabras. Pero Rhett se ha hundido en el alcohol para olvidar el dolor por la pérdida de su hija y además la mantiene a distancia con una mirada inexpresiva; a su pesar, Rhett se comporta como un extraño con ella. Para mayor pena de Scarlett, su fiel Mamita se marcha a "Tara" y solo le queda el consuelo de Melanie. 
Ante la conducta irracional y autodestructiva de Rhett, Scarlett consulta un día con el viejo doctor Meade para saber si su marido ha perdido la razón; el médico le dice que no, pero que bebiendo tanto alcohol se va a terminar matando. Y como la causa del problema de Rhett es el dolor por su hija, el médico le aconseja a Scarlett que le dé pronto a Rhett otro hijo o hija. Pero desgraciadamente no puede ser; Scarlett con alegría le daría no uno, sino varios hijos a Rhett, si con ello pudiera hacer desaparecer el dolor de él y el suyo propio, y además llenar sus vidas con la dicha de otros niños. Pero Rhett no parece interesado en hacerla suya. Ella ya no tiene la puerta de su dormitorio cerrada con llave como en el pasado, sino por el contrario, la mantiene tentadoramente abierta. La soledad de Scarlett es aún mayor porque echa de menos a sus viejas amistades de la antigua aristocracia, con las que comparte recuerdos y lazos emocionales, pero la ignoran y desprecian, y guardan toda su compasión para Rhett (aunque este, alcoholizado y sin el incentivo de su hija, se muestra rudo y grosero con la gente).
Estando un día de viaje en la ciudad de Marietta (a treinta kilómetros de Atlanta) con sus hijos Wade y Ella, Scarlett recibe un telegrama urgente de Rhett. Deja a los niños en el hotel con su sirvienta Prissy y regresa de inmediato en tren a Atlanta, pues en el telegrama Rhett le avisaba de que Melanie estaba enferma y le pedía que volviera inmediatamente. Al llegar a la estación del ferrocarril en Atlanta, Rhett la está esperando y entonces sus temores se confirman. Mientras se dirigen a casa de Melanie en un coche tirado por caballos con muy mal tiempo (oscuro y lluvioso), Rhett le dice que Melanie se está muriendo y que ello se debe a que ha tenido un aborto espontáneo, ante la sorpresa y el horror de Scarlett que no sabía que estaba embarazada. Rhett la deja en casa de Melanie y se marcha, puesto que no quiere estar presente cuando muera la mujer a la que aprecia y respeta tanto.
En el dormitorio de Melanie, Scarlett tiene una última y dramática conversación con ella. Agonizando, Melanie le hace prometer a Scarlett que cuidará de Beau (el hijo de Melanie y Ashley) y del propio Ashley. También le pide que sea buena con Rhett. Scarlett es atormentada por el dolor y los remordimientos, ya que no se perdona por haber tratado de quitarle a Melanie su marido, y además descubre lo mucho que quiere a Melanie, su única y verdadera amiga.
Mientras Melanie se queda con la tía Pitty, su cuñada India y el doctor Meade, Scarlett va a ver a Ashley y sostiene con él una decisiva conversación a solas. En esa conversación Scarlett descubre al fin la verdad: que Ashley ama a Melanie más que nada en su vida y que siempre ha sido así, y que por eso nunca la ha amado a ella. A pesar de su dolor por Melanie, Scarlett reacciona indignada porque Ashley nunca fue sincero y no le dijo que solo sentía deseo sexual por ella, dejándola tener esperanzas vanas. Ante el dolor que está matando a Ashley, ella lo consuela con fría bondad. Luego Melanie muere y Ashley corre a su lado, dejando sola a Scarlett. 
Entonces comprende Scarlett que jamás ha amado a Ashley, sino a lo que él representaba: el recuerdo por una niñez en el seno de una familia rica, colmada de bienes materiales y despreocupaciones. Que él solo era un capricho para ella, y que si lo hubiera tenido habría perdido el interés por él como había pasado con todos sus caprichos. Y con amargura entiende que tendrá que soportarlo el resto de su vida por la promesa que hizo a Melanie de velar por él, aunque si no fuera por la promesa no volvería a verlo jamás.
Abrumada, Scarlett se va de la casa de Melanie a la suya caminando. Al salir a la calle se ve envuelta por la oscura y espesa niebla que cubre toda la ciudad aquella noche. Scarlett tiene la extraña y angustiosa sensación de que ya ha vivido esa situación, y entonces se da cuenta de que está viviendo la terrible escena que ha sufrido en sus recurrentes pesadillas. Presa del pánico, Scarlett echa a correr por las calles buscando desesperada en la niebla un "refugio", sin saber qué es ese refugio. Al detener su loca carrera, Scarlett ve a lo lejos su casa, y su mente febril se sosiega al darse cuenta de que aquel era el refugio que buscaba, su hogar... ¡con Rhett! Como una gran revelación, Scarlett descubre por fin la verdad de su vida: que Rhett la ama y es su refugio contra la adversidad, y que ella le ama, que él es el único hombre que ella ha amado realmente en su vida. Scarlett se arrepiente de la forma en que se ha comportado con Rhett y piensa que si le dice la verdad y le confiesa su amor, Rhett la comprenderá como siempre la ha comprendido. Sintiéndose fuerte y feliz, llena de alegría, Scarlett echa a correr para decirle a Rhett su nueva revelación, para decirle que por fin se ha dado cuenta de que a quien ama es a él, y no a Ashley. Pero ya es tarde.
Al llegar a la mansión, Scarlett encuentra a Rhett solo en el comedor y tiene que frenar sus ganas de correr hacia él y decirle todo a la vista de su forma de mirarla y de la estampa de un "César de cobre, cansado y decadente, y gastado por el prolongado uso" (en palabras de la novela). La imagen que proyectaba Rhett era la de la ruina de una gran figura, un hombre vencido y sin ilusión. Las primeras palabras de Rhett son para preguntar por Melanie y confirmar si ha muerto como supone, para desesperación de Scarlett, que no quiere revivir el tormento por la muerte de su amiga. Entonces los dos comienzan a hablar de Melanie, y Scarlett comprueba que la pena de Rhett por ella es tan grande como el suyo, ya que él la apreciaba como amiga y también por lo que representaba (el "viejo Sur" encarnado en sus grandes damas que desaparecía con ellas).
Pero el hablar sobre Melanie le da pie a Rhett para decirle a Scarlett, con palabras hirientes, que ahora ella puede tener a Ashley con la bendición de la difunta Melanie (torciendo algo el significado de las últimas palabras de ésta a Scarlett en las que le pedía velar por Ashley); y le dice que ahora puede divorciarse de él para casarse con Ashley. Scarlett grita que no y le dice que está equivocado. Es el inicio de la conversación decisiva entre ellos, el clímax de la novela.
Scarlett lucha por convencer a Rhett de que lo ama y de que en el fondo siempre lo ha hecho, y de que ya no siente nada por Ashley, si alguna vez lo sintió, pero Rhett se muestra indiferente. Incluso cuando Scarlett desprecia a Ashley con palabras despectivas, Rhett lo defiende condescendiente. Le dice que su confesión de amor llega muy tarde, que hasta el amor más infinito puede disiparse y que el suyo se ha disipado contra la obstinación de ella por Ashley. Ante la insistencia de ella, Rhett se desahoga y por fin le confiesa a Scarlett todo el amor que ha sentido por ella durante años, pero al mismo tiempo le recuerda cómo ella una y otra vez le demostró con sus hechos que no lo quería. Le cuenta cómo depositó su amor y esperanzas en Bonnie, y cómo pensaba que la niña era como Scarlett antes de que la guerra la hubiera marcado. Pero al morir Bonnie, se llevó todo con ella. Ante el recuerdo de su hija, Scarlett siente compasión por él y le dice que pueden tener más hijos, pero Rhett se niega. Le recuerda que con decir "lo siento" no puede borrar todos los errores y heridas de años pasados. Rhett habla de su relación como un pasado lejano, con mucho cansancio (en un momento de la discusión Rhett le pregunta la edad a Scarlett y ella dice que tiene 28 años, lo que revela que han pasado doce años desde el comienzo de la acción de la novela, ya que entonces ella tenía 16 años, además de que eso sitúa los hechos del clímax de la novela en 1873). Él le dice que solo siente por ella compasión y un extraño sentimiento de benevolencia. 
Rhett le comunica a Scarlett que piensa marcharse y dejarla para desesperación de ella, que si ella no quiere divorcio o separación por miedo a las murmuraciones, él volverá frecuentemente para evitarlas, pero a Scarlett no le importan los rumores, sino él. Ella le pide que la lleve con él, pero Rhett se niega decidido. Rhett habla como un hombre en los últimos años de su vida, que solo busca un poco de paz. Dice que quizás vaya a Inglaterra y a París, y tal vez a Charleston a reconciliarse con su familia. Está cansado de la vida que ha llevado y ahora busca el sereno encanto de una existencia respetable. Llena de dolor Scarlett ve que él está decidido y que en realidad se va a marchar. Es entonces cuando se produce el momento más estelar de la novela. En un último y desesperado gesto, Scarlett le implora preguntándole: "Si tú te marchas, ¿qué va a ser de mí?", a lo que Rhett le responde (luego de un pequeño discurso) con un suspiro y suave indiferencia: "Querida mía, me importa un bledo" (en la versión cinematográfica se amplió la expresión dejándola como sigue: "Francamente, querida, me importa un bledo"; y se convirtió en una de las frases más célebres de la literatura, el cine y la cultura popular universales).
Luego, Rhett se marcha del comedor y sube las escaleras (presumiblemente a su dormitorio) mientras Scarlett oye sus pasos perderse en el vestíbulo. Ella siente que el dolor que siente en la garganta la va a asfixiar. Scarlett sabe que nada hará cambiar de decisión a Rhett y siente que con su partida morirá la última cosa por la que vale la pena vivir. Luego la mente de Scarlett sufre un embotamiento piadoso, pero ella sabe que al desvanecerse ese embotamiento dará paso a un dolor agudo e insoportable. Scarlett trata de no pensar y busca algo en su mente a lo que aferrarse, ya que piensa que si no lo hace se volverá loca de dolor. Y entonces el pensamiento de volver a "Tara" se apodera de ella, ya que solo allí encontrará algo de paz y la fuerza para seguir adelante, la fuerza para luchar por recuperar a Rhett. Porque no está dispuesta a perderlo, "...Con el espíritu de su raza, que se niega a reconocer la derrota, aun cuando la mire fijamente a la cara..." (en palabras de la novela). Con esa fuerza indomable con la que siempre venció a la adversidad, Scarlett está segura de que logrará subyugar y atraer de nuevo a Rhett. Por eso irá a "Tara" para pensar en cómo recuperarlo. Porque, como dice la legendaria frase final de la novela (pensada por Scarlett), "...Después de todo, mañana será otro día".
De esta manera, la novela tiene un final abierto, dejando a la imaginación y al gusto de los lectores lo que sucederá después entre Rhett y Scarlett. Y así la incógnita de si Scarlett conseguirá o no reconquistar a Rhett sigue aún haciendo volar la imaginación de los fanes de la novela.

## Diferencias entre la novela y la película
A pesar de la inmensa labor que significaba adaptar al cine una novela de más de mil páginas, el guionista Sidney Howard consiguió que el guion de la película de Lo que el viento se llevó fuera extremadamente fiel a la novela original, por lo que las diferencias entre la novela y la película son relativamente pequeñas y no alteran la esencia de la obra de Margaret Mitchell. Aun así, estas diferencias cambian algunos elementos de la historia original.
En la película se eliminaron algunos personajes secundarios que no tenían una participación decisiva en la novela, aunque podían figurar de manera más o menos destacada en algunos pasajes de la misma; un ejemplo sería Will Benteen, el hombre que se convirtió en capataz de "Tara" y mano derecha de Scarlett, y que terminaría casándose con Suellen, una de las hermanas de Scarlett, así como los primeros dos hijos de Scarlett, el de su primer matrimonio con Charles Hamilton, Wade Hamilton, y la pequeña Ella Kennedy de su segundo matrimonio con Frank Kennedy.
Otros cambios tuvieron que ver con la eliminación de algunas escenas relativamente secundarias de la novela, o con acortar otras, o fusionar unas escenas con otras, causando así un cambio en el orden cronológico de ciertos acontecimientos de la historia. Un caso significativo es el de la muerte del padre de Scarlett, que fue narrada de manera algo distinta en la película como producto de la eliminación de algunas escenas de la novela y la mezcla de otras (abreviadas de paso), lo que significó la supresión de la participación indirecta y accidental de la hermana de Scarlett, Suellen, en la muerte del padre de ambas.
Otras escenas de la novela sufrieron modificaciones leves en la película, como la del final de la historia, en la que, entre otras cosas, fue eliminado el pequeño discurso de Rhett antes de pronunciar su célebre frase final (que como ya fue dicho también fue ligeramente cambiada) y en la que además se puso a Rhett saliendo por la puerta de la calle de la mansión luego de fulminar a Scarlett con su frase, mientras que en la novela se marcha escaleras arriba a su dormitorio, un cambio hecho obviamente para añadir mayor dramatismo a la escena.
También se suprimieron en la película las numerosas referencias que hay en la novela a la situación política de Georgia luego de la guerra y en particular a la amistad de los protagonistas con el gobernador republicano Rufus Bullock. 
Pero sin duda la diferencia más importante entre la película y la novela tiene que ver con el hecho de que en la película se eliminaron los personajes de los dos hijos mayores de Scarlett, Wade Hampton Hamilton y Ella Lorena Kennedy, por lo que en el film Scarlett solo tiene una hija, Bonnie Blue, la hija de Rhett. La razón para que en la película Scarlett no tenga descendencia de sus dos primeros maridos es materia de especulación; lo más probable es que fuera para simplificar la trama y además para que la hija en común de Rhett y Scarlett, concentrara toda la atención.

## Aspectos polémicos de la obra: el tema racial y la violación marital

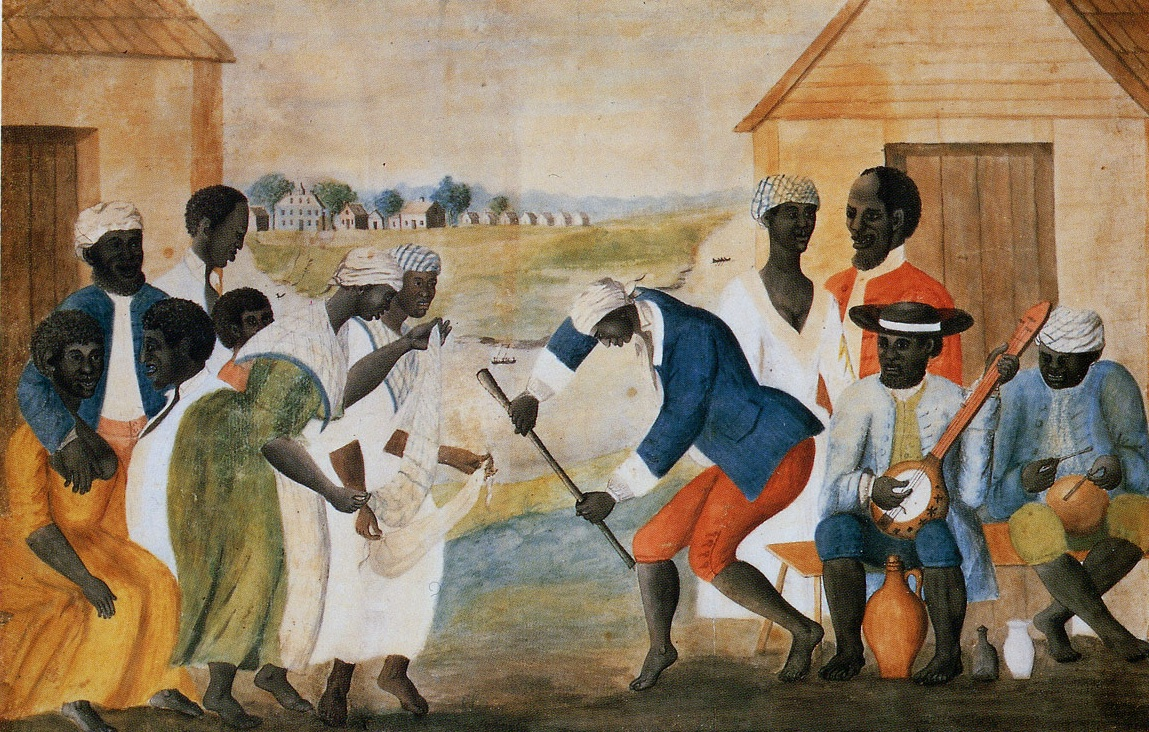
The Old Plantation c. 1785-1795. Acuarela de finales del s. XVIII que muestra a esclavos bailando, con un banjo y un tambor, en una plantación de Carolina del Sur; el tratamiento del tema de la esclavitud y de los prejuicios contra los negros en la novela ha sido criticado por quienes ven en ello una visión racista. Los defensores de la obra y de su autora recuerdan el contexto histórico en que fue escrita y la influencia sureña, y destacan el rol positivo y noble de personajes negros en la historia.

La novela no está exenta de polémicas que han suscitado las críticas de algunos y la defensa de otros; la controversia gira alrededor del tratamiento del tema racial y la esclavitud en la novela, así como de la violación dentro del matrimonio.

### El tema racial en la novela
Sobre el primer aspecto se señala el hecho de que la novela habla de la sociedad esclavista sureña anterior a la guerra de secesión en un tono nostálgico y como si fuera una sociedad casi idílica; una sociedad de nobles damas y gallardos caballeros apegados al honor y a la lealtad a principios superiores. La relación entre amos y esclavos es presentada de una forma idealizada, al menos en lo que se refiere a la familia de Scarlett con sus esclavos. En la novela no aparecen referencias a los excesos brutales que se cometían con los esclavos en los tiempos que retrata, ni tampoco se pinta una imagen crítica o negativa de la esclavitud como institución. La relación entre la familia de Scarlett y sus esclavos es presentada de una forma tan humana y positiva que se asemeja más a una buena relación laboral entre patronos y empleados libres.
Además la novela presenta al bando vencedor de la Guerra de Secesión, los "yanquis", casi como los villanos de la obra, siendo los que lucharon para abolir la esclavitud y preservar la Unión. La novela refleja el punto de vista de los blancos sureños que perdieron la guerra y tuvieron que soportar en contra de su voluntad la abolición de la esclavitud y la libertad de los negros.
Sin embargo, hay que tener en cuenta el contexto histórico y social en que fue escrita la novela para poder juzgarla con objetividad. Margaret Mitchell era una mujer blanca del Sur de Estados Unidos, de uno de los estados que formaron parte de los Estados Confederados de América, y para la época en que escribió su novela, el racismo estaba en pleno apogeo en la sociedad sureña. Eran los tiempos del auge del segundo Ku Klux Klan y cuando la discriminación a los negros escalaba a su punto más alto.
En ese contexto tan radical, Mitchell escribió una obra en la que no expresa en ningún momento odio a los afroamericanos. En la novela no hay cabida a los ataques racistas contra los negros ni a expresiones denigrantes contra ellos especialmente odiosas (aunque sí algunas relativamente suaves que por lo demás serían normales en boca de personajes blancos de la época de la Guerra Civil). Por el contrario, en la novela la inmensa mayoría de los negros son pintados como personas nobles, leales y generosas, en contraposición a muchos blancos que son retratados como ruines y perversos. Y de todos los villanos que aparecen en la obra apenas uno (uno de los delincuentes que atacaron a Scarlett) es negro. Incluso en pasajes de la novela los personajes blancos le deben la vida a actos heroicos o nobles de los personajes negros. No es casualidad que Mamita (la esclava niñera de Scarlett) sea uno de los personajes más populares de la obra.
Incluso en un pasaje de la novela Scarlett se enfurece al escuchar indignada cómo unas mujeres yanquis casadas con oficiales del Ejército de la Unión se burlan en su cara del anciano exesclavo de la tía política de Scarlett, a quien ella aprecia mucho. Para Scarlett es una prueba de la hipocresía de los yanquis que lucharon para terminar con la esclavitud de los negros, pero, no obstante, los tratan con más desprecio y crueldad que los sureños, demostrando que en el fondo son más racistas que los blancos del Sur. Ante las lágrimas derramadas por el dolido anciano negro, Scarlett lo defiende diciendo "que es como de la familia".
Es cierto, sin embargo, que en pasajes de la obra parece darse como cierto la creencia de los sureños de tiempos de la Guerra Civil de que los negros eran incapaces de ser libres, ya que eran torpes e ineptos por naturaleza. Por eso la relación entre blancos y negros es concebida como una relación idealmente paternalista, donde los primeros deben cuidar y dirigir a los segundos, que a su vez deben servir a los blancos como retribución. Por ello se retrata la emancipación de los esclavos como un desastre que perjudicó a todo el mundo, pero sobre todo a los propios negros que se vieron perdidos y abandonados a su suerte sin estar preparados para ser libres. Aunque es justo reconocer que más allá de las opiniones de los sureños, ciertamente la liberación de los esclavos hizo que en un primer momento muchos de ellos sufrieran bastante por la improvisación con la que se tomó la medida.
Además no hay que olvidar que en un pasaje de la novela se retrata a los miembros del primer Ku Klux Klan casi como unos justicieros enfrentados a la opresión de la ocupación militar yanqui y el bandolerismo de los negros y blancos marginales alentado por la misma ocupación.
Pero es conveniente volver a recordar el contexto que rodeaba a Margaret Mitchell. La autora creció escuchando los relatos de sus mayores, todos ellos blancos sureños que habían vivido los horrores de la guerra y la Reconstrucción. Por lo tanto la visión de la escritora estaba poderosamente influenciada y determinada por la versión de los vencidos en la Guerra Civil, la versión de quienes habían luchado contra el Norte para preservar la esclavitud y que habían vivido la amarga derrota como una catástrofe que destruyó todo su mundo y arruinó sus vidas para siempre. De acuerdo a esa versión, el Sur anterior a la Guerra Civil era una sociedad feliz que había sido destruida por la agresión del Norte; una sociedad donde los crímenes contra los esclavos eran exageraciones de los enemigos del Sur, de los yanquis.
El hecho de que, a pesar de esas influencias de su niñez y adolescencia y del clima de racismo radical que se respiraba en la opinión pública sureña de su época, Mitchell escribiera una obra en la que los negros no salen malparados e incluso se les retrata como seres nobles, generosos y leales, es el mejor argumento de quienes defienden la obra frente a quienes critican el tratamiento que se hace en la misma del delicado tema de la esclavitud y de la situación de los afroamericanos en el Sur estadounidense.
Es por ello que en los años 90 la escritora afroamericana Alice Randall decidió reescribir la novela desde el punto de vista de los esclavos. En su novela, "The Wind Done Gone", la protagonista es Cynara, la medio hermana de Escarlata, hija de Gerald O'Hara y de Mammy. La obra estuvo marcada por la polémica, y los herederos de Mitchell trataron de bloquear su publicación, aunque sin éxito.
Para sus defensores, los aspectos puntuales que evocan ciertos prejuicios raciales son comprensibles para los tiempos en que fue escrita la obra y el lugar donde fue escrita. Para ellos las críticas de los detractores tendrían sentido si el libro hubiera sido escrito en esta época, pero para sus tiempos la novela es increíblemente moderada y generosa con los afroamericanos proviniendo de una autora blanca sureña.
Aunque hasta los protagonistas de la novela, Rhett y Scarlett, lamentan la pérdida de los aspectos más brillantes y positivos de la sociedad sureña previa a la guerra, también es verdad que Rhett y Scarlett no ahorran críticas al insensato dogmatismo de sus paisanos, su apego a unos ideales obsoletos, su falta de pragmatismo y de capacidad para adaptarse a los nuevos tiempos, y su terca obcecación que llevó a destruir su mundo en una guerra absurda sin esperanzas de victoria. Sin embargo, Scarlett y Rhett no formulan críticas a la esclavitud.

### La violación marital en la novela
Si bien la cuestión racial genera controversia, hay un tema que promueve incluso más polémica; y tiene que ver con el célebre pasaje de la novela en que un Rhett borracho y despechado se lleva por la fuerza a Scarlett al dormitorio y la viola.
Conviene recordar el contexto del pasaje y sus circunstancias: Rhett y Scarlett ya están casados y tienen una hija, pero hace tiempo que no sostienen relaciones sexuales por decisión de Scarlett, que no ha olvidado a Ashley. Scarlett ha quedado expuesta a los chismes de la sociedad de Atlanta por culpa de una comprometedora escena con Ashley, que ha dado pie a que se piense que ella ha sido infiel a Rhett. Por su parte Rhett sabe que no es cierto, pero sí sabe que ella sigue enamorada de Ashley, por lo que, estando ebrio, toda su rabia acumulada explota en una violenta discusión con Scarlett. Es entonces cuando pierde la cabeza y en un arrebato la hace suya a la fuerza; aunque la verdad es que Scarlett, que al principio se resiste, se deja llevar por la excitación sexual que le produce la pasión animal de Rhett y termina entregándose sumisa.
La entrega gozosa de Scarlett y su radiante felicidad al día siguiente por el placer disfrutado en la noche salvaje son los argumentos para justificar la escena. Eso y la sutil, elegante y romántica forma en que está escrita. Además, de que es la única ocasión en la novela en que Rhett cae en la tentación de desquitarse por la fuerza de los desprecios de Scarlett.
No obstante, es comprensible la inquietud de algunos críticos con el pasaje, pero de nuevo es necesario recordar que el contexto de la época era distinto al actual. Asimismo hay que tener en cuenta que la autora era una mujer liberada y moderna para su tiempo y que ella misma había sido víctima de violencia doméstica en uno de sus matrimonios que terminó en divorcio, por lo que no hay intención de hacer apología a la violencia machista en su obra. Como queda demostrado además con el hecho de que el personaje de Scarlett es el de una mujer adelantada a su tiempo, que se rebela ante los convencionalismos sociales para asumir roles reservados a los hombres para escándalo de la sociedad georgiana.

## Historia editorial en español
La novela ha sido traducida al español principalmente por dos traductores: Julio Gómez de la Serna y Juan G. de Luaces. El libro no ha dejado de editarse y reimprimirse desde la primera traducción publicada fue en Barcelona por Ediciones Aymâ en 1943. A lo largo de los años, estas traducciones han sido reimpresas y publicadas por diversas editoriales, incluyendo José Janés, Círculo de Lectores, Mundo Actual de Ediciones, Orbis, Ediciones B, RBA, Suma de Letras, Zeta Bolsillo, B de Books, y B de Bolsillo. Hasta casi 80 años después de la primera traducción, en 2022, no se emprende una actualización, que fue la realizada por Susana Carral, publicada por la editorial Reino de Cordelia en Madrid.